# 美園和花
美園 和花（みその わか、1999年3月3日 - ）は、日本のAV女優。ビーダッシュプロモーション所属。

## 略歴
2018年2月、AVメーカーSODクリエイトのレーベル「青春時代」専属女優としてAVデビュー。3作品に出演して活動を休止。
2019年3月16日、公式ツイッターを開設し、活動を再開することを報告。
2020年2月に発売した『242発ごっくん AV史上最多ごっくん記録達成!』（SODクリエイト）でそれまで大沢美加が保持していた231ごっくんを越えた1作品242ごっくんを達成し、アダルトビデオ史上最高記録保持者となった。
2020年8月7日、『怪談回春荘 こんな私に入居して』（古澤健監督）で映画初出演。
2020年11月、前述の記録達成を評し「AV史上最多ごっくん記録」の単語が、週刊プレイボーイ選定『2020年AV流行語大賞』第8位に選ばれる。
2020年11月27日、ゲオTVアダルトニュースメディアMANGOの企画「おっぱい調査団 81（パイ）チャレンジ」で13個の新記録達成。
2022年12月3日、同じビーダッシュ所属の女優、美園和花、柏木こなつ、宝田もなみ、宇流木さらの4人でアイドルグループ「mumk」を結成しデビューライブを行う。オリジナル曲『Welcome mumk World!』、『私のプロセス』などを歌唱した。
2023年5月に発表されたアサヒ芸能「2023現役AV女優SEXY総選挙」にて第42位を記録。
2023年7月3日週FANZA動画フロアランキングにて、2022年12月に発売された出演アンソロジー作品『【福袋】S-Cute 可愛い子だけ15作品をノーカット収録38時間!』が1位を記録。8月7日週FANZA動画フロアランキングにて、同作品が3位再浮上。
FANZA動画フロア2023年9月度月間AV女優ランキングで4位に浮上。
2023年10月23日週FANZA通販フロアランキングにて、『性欲を持て余した彼女のお姉さんから発情デカ尻誘惑されて性欲爆発した僕は彼女に内緒でこっそりハメまくり何度も尻ブッカケSEXした 美園和花』（h.m.p）が初登場7位を記録。
FANZA動画フロア2023年10月度女優ランキングでも4位を維持。FANZA動画フロア同年11月女優ランキング9位。
FANZA動画フロア2024年1月度月間AV女優ランキングで9位を記録。
2024年2月12週FANZA通販フロアランキングにおいて、出演作『MOODYZファン感謝祭 バコバコバスツアー2024 AV男優発掘＆育成スペシャル!! AV男優を目指す素人16名とAV女優16名の1泊2日大乱交ツアー!』（MOODYZ）が初登場1位となった。
FANZA動画フロア2024年4月度月間AV女優ランキング3位。FANZA動画フロア2024年5月度月間AV女優ランキングにおいても3位を維持した。
FANZA動画フロア2024年6月度月間AV女優ランキングで1位となり、松本いちかが記録していた連続1位記録を15か月でストップさせた。またFANZA動画フロア2024年7月度月間AV女優ランキングでは2位ランクイン。FANZA動画フロア2024年8月度月間AV女優ランキングでも引き続き2位ランクインした。
2024年8月発売『月刊FANZA』10月号で発表された、FANZA2024年上半期女優ランキングで4位にランクインした。
2024年9月6日、倉本すみれ、大槻ひびき、橘メアリー、波多野結衣、吉根ゆりあ、森日向子、乙アリス、木下ひまり、月野江すいと共にFANZA / HHHグループ『トリプルハッピーキャンペーン2024』のキャンペーンガールに就任。
FANZA通販フロア2024年9月度月間AV女優ランキングでは2位にランクイン。FANZA動画フロア2024年10月度月間AV女優ランキングでは6位にランクインした。
同年11月4日週のFANZA動画フロア週間ランキングにて、出演作収録の『【福袋】顔良し体よし! 恥じらい素人からどスケベ社会人まで。ガチの良作ハメ撮りのみを厳選した15作品中出し1050分【個人撮影】』（2024年7月発売、HMN WORKS）が週間ランキング1位に急上昇した。FANZA通販フロア2024年11月度月間女優ランキング9位。
同年12月23日週FANZA通販フロアランキングにて、『1年ぶりに再会した愛人と全裸のままハメ散らかした出張先の休日 美園和花』（h.m.p.）が初登場4位を獲得。またFANZA動画フロア12月度月間女優ランキングでは2位にランクインした。ジーオーティー『月刊FANZA』2025年4月号で発表された「FANZA2024年下半期女優ランキング」で2位を記録（企画単体女優では1位）。
FANZA動画フロア2025年1月度月間AV女優ランキングで3位にランクイン。
同年2月10日週FANZA通販フロアランキングにて、出演作『MOODYZファン感謝祭 バコバコバスツアー2025 素人17名とAV女優17名の1泊2日大乱交 新世代AVオールスター覚醒!』（MOODYZ）が予約段階で初登場3位を記録。
2月17日週FANZA動画フロアランキングにて、出演作『モテないボクに訪れたミラクル!! 禁断の儀式をしたらまさかの巨乳サキュバス5姉妹召喚!! 1vs5のヤリまくり無限∞射精ハーレム新婚生活』（KMPVR-彩-）が初登場9位、またFANZA動画フロア2月度月間女優ランキングにて2位にランクインした。
同年5月からMOODYZ（ムーディーズ）、ダスッ!、アタッカーズの3メーカー専属となる。また、2025年FANZA動画フロア5月度月間女優ランキングで2位を獲得した。
7月7日週FANZA動画フロアランキングにて出演した『【VR】同窓会で帰省した幼馴染10人が僕とお見合い大作戦！～女だらけの田舎村で僕1人を奪い合う超ハーレム中出し大乱交～』（本中）が初登場10位ランクイン。同年7月度FANZA動画フロア月間AV女優ランキングでは2か月連続となる2位を記録。

## 人物
- 香川県出身[41]。高校には50ccのバイクで通う田舎町で育った[42]。デビューまでの経験人数は高校時代に長く交際していた一人のみ[42]。学生時代は水泳部（アーティスティックスイミング[37]）に所属していた[42]。（当時は自覚していなかったが）AVデビュー時は部活引退で一番太っていた時期だったと後に述べている[37]。作品によっては関西のイントネーションで話している場合もある[32]。
- 休業前に出演した青春時代レーベルでの3作品は学費のためで[4]、それにより必要な金額を得たこともあってその後の出演を止めていたが、周囲にAV出演が知れ渡っていたため、くよくよするより前向きでいようとAV復帰を決めた[42]。
- AVは仕事として向き合っており、性的なことも「学びに行っている」という感覚[37]。出来上がった作品は勉強のため、興味もあるため購入して視聴している[37]。この姿勢はアーティスティックスイミングで客観性が表現に影響すると学んだからと解釈している[37]。
- 略歴の項目でも前述のように「日本アダルトビデオ史上最大ゴックン数242発」という記録を保持している。きっかけは美園が以前からマネージャーに「大量ごっくん作品」をやりたいと話しており、事務所が色々なメーカーに売り込んだ結果SODクリエイトが手を上げ、監督やプロデューサーとの作品打ち合わせの際に、美園から大沢美加が保持していた231発の記録を越えたいと提案。監督やプロデューサーは当初100発程度を予定していたが、この提案に乗る形で作品が制作され記録更新となった[2]。また、上記作品以外のごっくんを予定していなかった作品内でも勝手に飲精していることがあり、AVライター・東風克智は「精飲フェチたちにとっては神のような存在」、加えて「AV業界屈指の名器」と評している[43]。
- AVライターの東風克智は2024年の美園を「デビュー6年目のブレイク」「それまで白ムチ系の代名詞だったが、ダイエットをしてくびれボイン美女に変身。出演作も一気に増え、それに伴って人気も上がった」と『アサヒ芸能』（徳間書店）内で論じている[44]。ダイエットに関しては2023年に2か月間でゆでたまごをベースとした食事にして15キロ落としたことを美園自身が述べている[37]。

## 作品

### アダルトビデオ
- 「私にHを教えて下さい」 美園和花 18歳 SOD専属 AVデビュー（2月8日、SODクリエイト）
- 「初めてイッちゃいました…」 のけ反り絶頂SEX（3月8日、SODクリエイト）
- 「これ以上イッたらわたし…」 1日中ずーっとイキっぱなし連続SEX 美園和花（4月12日、SODクリエイト）

- 顔出し!女子大生限定 ザ・マジックミラー 徹底検証! 男女の友情は成立する!? 友達関係のリアル素人大学生が日本一エロ〜い車の中で二人っきり♡ 11 人生初の真正中出しスペシャル! in池袋 2枚組8本番!（6月7日、DEEP'S）
- 仙台で発掘したあどけない顔してるのにGカップの巨乳ロリィちゃん、勝手に販売。（6月27日、FIRST STAR）※「あやめ」名義
- リアル素人ガチナンパ! 貴方よりHな友達紹介してください! in千葉（7月12日、赤面女子）※「和花さん（21）」名義
- オッパイ人生相談 お兄ちゃん、巨乳はつらいよ そんな事ないよ!巨乳はイイ事づくしだぞ! 妹のお悩み爆乳は一見にしかず! Hカップ102cm わかちゃん（7月13日、チェリーズれぼ/妄想族）※「わかちゃん」名義
- 嫁の連れ子が巨乳な小悪魔ちゃんで、ワシ、ホンマかなわんがな。（7月19日、キチックス/妄想族）
- 隣の美人奥さんはデリヘルみたいに呼べて射精看護をしてくれるエロ人妻ナース 美園和花（7月19日、クリスタル映像）
- 最高の愛人と、最高の中出し性交。 47（7月25日、プレステージ）※「女優 わか（27歳）独身」名義
- SOD女子社員 夏だ!プールだ!SEXだ! 近付くほどに恥ずかしい!（＞_＜） 男女混合20人vs20人 真夏の水泳大会4時間SP 2019（8月1日、SODクリエイト）※「園洋子」名義
- 友人の母親 美園和花（8月1日、VENUS）
- 地味美少女が極太ちん棒ビッチ堕ち!! むっつりオナオナで全力アヘ顔晒してそのまま種付け中出し交尾ww（8月9日、赤面女子）※「わか」名義
- 筋肉質で軟体巨乳の競泳部エースは親戚の叔父さんから種付けプレスをされ続けた。―わか10代の夏（8月13日、E-BODY）※「わか」名義
- 爆乳ドM新体操選手の変態願望を叶える肉塊凌辱SEX 美園和花（8月13日、Fitch）
- ガチナンパ! 番外編! エロい女子の友達もエロいのか!? 紹介で繋がるおねだり巨乳女子の輪! 総イキ136回!15射精!（8月15日、ナンパーズ）
- 夫が喫煙している5分間で3発以上義父に中出しされて子供ができるほど毎日10発以上孕ませられている清廉妻（8月16日、DOC）※「わか 28歳 専業主婦」名義
- アナルがみえそうなTバック尻に即ズボッ!ひたすら後ろから激ピスされ、抵抗する力もなくなるほどイカされまくり精子がこびりつくほど何度もアナル射精される女（8月16日、DOC）※「ミソノ（26歳）」名義
- うっかり飲み過ぎて路線バス最終便に乗り遅れたOLさんと朝までナマはめ撮り（9月13日、S級素人）※「W」名義
- むっちり爆乳な制服美少女の放課後中出しアルバイト 美園和花（9月13日、Fitch）
- SOD女子社員 元気ハツラツな若手AD女子社員が働くAV撮影の舞台裏大公開! 撮影現場でのHなアクシデントに戸惑いながらも恥じらい隠して全力対応! さらに!暴走した男たちに犯され全員SEXしちゃってました♡（9月26日、SODクリエイト）※「園洋子」名義
- 素人妻の初体験 夫に内緒で他人棒SEX 「実は主人の精液も飲んだことないんです」 30歳すぎて初めての精飲 清楚な潮飲み巨乳妻 みそのさん30歳（9月26日、コスモス映像）※「みその」名義
- 街角シロウトナンパ! vol.64 女子大生をガチ口説き。 8（10月11日、プレステージ）※「ひなこ」名義
- 街角シロウトナンパ! vol.65 円光女子の実態。（10月11日、プレステージ）※「みわ」名義
- 進化するイマドキの子のセックス事情 美園和花（10月13日、BALTAN）
- 突然離婚を言い渡されシングルファザーになった僕を不憫に思ったご近所の巨乳奥様たちが家事の手伝いをしてくれる事に!奥様の不意な胸チラとパンチラについ勃起してしまったのがバレて「奥さんと別れてからシてないんですよね…?」と誘惑され慰めの生ハメ淫乱SEX! 美園和花 葉山夏菜 羽生ありさ（10月18日、プレステージ）
- 性交総合大学病院 11科の専門看護師による手淫・口淫・性交―超業務的リアル看護200分 美園和花 大浦真奈美 水谷あおい 山井すず 三島奈津子 河奈亜依 桐山結羽 伊織涼子（10月24日、SODクリエイト）
- 生徒会長は小悪魔な爆乳痴女リータ（11月1日、キチックス/妄想族）※「和花」名義
- 隣の部屋には従業員… バレるかバレないか!?ギリギリのセックスを楽しむ巨乳妻 美園和花（11月1日、プラネットプラス）
- グラビアモデルレズビアン ～新人グラドルに向けられた嫉妬の牙～ 美園和花 桐谷なお（11月7日、ビビアン）
- 巨乳女子プロレスラー珠莉 痛恨の危険日直撃!連姦中出しデスマッチ!!（11月7日、ROCKET）※「珠莉」名義
- アオハル崩壊! 恋人なりかわりFUCK 美園和花（11月8日、クリスタル映像）
- 巨乳の姪と中年男 父親の居ぬ間にムッチリ巨乳を吸いまくりヤリまくり性教育 美園和花（11月25日、AVS Collector's）
- 中出し迫る巨乳生徒と中年教師 狂い咲き不倫子作りロード（12月1日、キチックス/妄想族）
- 調教ペットちゃん 泥酔していた巨乳女を拾って監禁～調教～完堕ちさせるまでの一部始終（12月1日、ティーチャー/妄想族）※「わか」名義
- 赴任した学校は『私立泡商学園』ここはソープランドに関する専門教育機関! 生徒は未来のソープ嬢! 先生は伝説のソープ嬢! 学園唯一の男のボクは生徒たちが腕を磨くための練習台でフル勃起しっぱなしの学園生活! 美園和花 白瀬ゆきほ 七菜原ココ 蒼風とわ 桐山結羽（12月7日、ゴールデンタイム）
- 中出しブルマん娘（12月12日、フェチ眼）※「和花」名義
- 両親が居ない間に巨乳姉妹と布団の中で… 2人に川の字で挟まれて密着スロー生ハメ性交 美園和花 高梨ゆあ（12月13日、E-BODY）
- 出張先で黒人とまさかの相部屋 デカマラNTR旅館 美園和花（12月13日、Fitch）
- 一般宿泊客をところ構わず逆ナンパ!巨乳AV女優ヤリまくり温泉旅館 浜崎真緒 三島奈津子 蓮実クレア 美園和花（12月13日、Million）
- SEXYランジェリー訪問販売員の猥褻中出しセールス術 美園和花（12月13日、VENUS）
- 「次会う時に初キスしよっ」と約束してたウブな彼女がウェーイwww系のヤリサーに入って完全に心を壊されたっぽい 美園和花（12月19日、かぐや姫Pt/妄想族）
- デカマラ好きのJ○二人組にムリヤリ同行させられた弟クンのず～っとハメまくり一泊二日温泉旅行 今井夏帆 美園和花（12月26日、青春時代）
- 恵体スポーツインストラクターと性交 美園和花（12月27日、ドリームチケット）[45]

- はだかの家政婦 全裸家政婦紹介所 美園和花（1月1日、プラネットプラス）
- マンズリ大好き巨乳淫語ヨガインストラクター 美園和花（1月2日、グローリークエスト）
- 磔獄門レ○プ9 UNLIMITED Target:Gカップ女教師 美園和花（1月9日、サディスティックヴィレッジ）[43]
- ギガ25周年シリーズ 02_美少女戦士セーラーユピテル ゾル・Dr.イーゲルの復活（1月10日、GIGA）
- チ〇ポを包み込むGカップ巨乳の制服美少女とお籠りハメ撮り 美園和花（1月13日、オーロラプロジェクト・アネックス）
- とにかくセックス大好き ピチピチ弾力乳 美園和花（1月17日、肉盛）
- 部活帰りの娘がブルマ履いたまま制服で帰宅!パッツパツのデカ尻濃紺ブルマに発情した父が媚薬を飲ませると発汗してムレムレに!思わずチ○ポ挿入すると効果抜群過ぎて何度も仰け反り絶頂!6 SPECIAL（1月17日、V&R PRODUCE）
- 【極美肉感】ザー汁好きの爆乳ムチムチ娘とごっくん中出し変態セックス 美園和花（1月19日、チキチキカマー/妄想族）[46]
- 姉妹のおっぱいを吸い続けて、10年になりました。桃色かぞくVOL.11 佐知子 美園和花（1月23日、SODクリエイト）
- 今日から君はセックス地球防衛軍!! 宇宙戦艦で戦う強かっこいい女隊員たちとセックスをして地球守れ! 黒川すみれ 美園和花（1月23日、SODクリエイト）
- 今、失踪した大切な婚約者の輪姦レイプ映像がDVDで送りつけられて来た… 美園和花（1月25日、オーロラプロジェクト・アネックス）
- 僕だけを見つめて愛してくれる淫語彼女 変態の僕の為にNTR姿を見せつける和花 美園和花（2月1日、Fitch）
- 発育の良過ぎる姉が裸族で無防備に誘惑してくるのでヤリまくった記録。 美園和花（2月7日、Befree）
- 悲劇の寝取られ山ガール 美園和花（2月13日、オーロラプロジェクト・アネックス）[43]
- 粘ピス義母痴漢 夫の連れ子に粘着質なスローピストンで深突きされて声を出せずに完堕ちした私 美園和花（2月13日、VENUS）
- バブみ満開!!「自宅が保育園」が売り文句の巨乳保育士デリヘル（2月14日、BAZOOKA）※「わか先生」名義
- 「お父さん大好きだよ…」単身赴任で離れ離れで暮らすことが決まった大好きな父に別れを惜しんでベロキス密着中出しSEX! 4（2月14日、V&R PRODUCE）
- 【でか乳殿堂入り】ドスケベポテンシャルMAXの制服娘4時間!（2月19日、チキチキカマー/妄想族）
- 242発ごっくん AV史上最多ごっくん記録達成! 美園和花（2月20日、SODクリエイト）[47]
- 巨乳従姉妹 強制スワッピング & 絶望受精セックス 美園和花 森本つぐみ（2月25日、オーロラプロジェクト・アネックス）
- カントク女子＃4 美園和花（2月27日、First Star）
- オヤジのハメ撮りドキュメント ねっとり濃厚に貪り尽くす体液ドロドロ汗だく性交 美園和花（3月1日、Fitch）[46]
- 中年オヤジと無理やり結婚させられて孕ませ中出し調教 美園和花（3月7日、Befree）[46]
- 朝から晩まで中出しセックス 39 美園和花（3月12日、アイエナジー）
- 親友の地味で真面目な彼女は、追撃中出し発射無制限の裏オプデリヘル嬢!! 美園和花（3月20日、クリスタル映像）[43]
- 唾液ドロドロ、舐め犯し性交。 美園和花（3月25日、マドンナ）
- 飯場の性処理巨乳女子学生 美園和花（3月25日、オーロラプロジェクト・アネックス）
- 社長が出張で不在中に爆尻の社長令嬢に誘惑され杭打ち騎乗位で中出しを強制されまくった3日間の話 美園和花（4月1日、Fitch）
- 巨乳の谷間はもはやマ○コだ!女性器として扱うパイズリ（4月2日、グローリークエスト）
- 中年オヤジの家に監禁された家出少女 美園和花（4月7日、アタッカーズ）
- 完全プライベート映像 肉感Fカップ変態ごっくん娘 美園和花と初めての二人きりお泊まり（4月7日、パコパコ団とゆかいな仲間たち/妄想族）
- 勃起したままの男を一切動かさないS字尻振り騎乗位介助で骨抜きにする美尻ナース VOL.2（4月9日、DANDY）
- 精子の数が少ない夫を持つ妊娠欲求妻が子供欲しさに中出し狙って義弟と種搾りプレス不倫 美園和花（4月13日、溜池ゴロー）
- 巨乳軟体制服娘 喉マ〇コイラマチオ涙流しM調教 隣人の変態オヤジと中出し性交に没頭する淫靡な日々 美園和花（4月13日、AVS Collector's）
- 彼女のお姉さんは巨乳と中出しOKで僕を誘惑 美園和花（4月19日、OPPAI）
- 妹の目を盗んで地味っ子巨乳姉を大胆にレズ誘惑する妹のGカップ親友 春風ひかる 美園和花（4月19日、レズれ!）
- 妻と間違えてとなりのママ友に即ズボ!! 美園和花（4月19日、アクアモール/エマニエル）
- 男子学生アルバイトに連日セックスをねだられ、日々エスカレートするセクハラに負けてしまった美人妻は、一度体を許してしまったが最後、絶倫少年のハードピストンで何度も中出しされてしまう!（4月19日、アパッチ）
- 淫肉痴漢電車 痴漢集団に捧げられた人妻の肉体 美園和花（4月19日、VENUS）
- 投稿実話 人妻人質事件（4月25日、ながえSTYLE）
- 体液まみれで連続イキ我慢させる追撃トランスレズセックス 春原未来 美園和花（5月1日、レズれ!）
- ミラクル乳首責め回春マッサージ2 絶対連射させちゃうビーチク＆チ○ポW刺激ハーレム!! 永井マリア 八乃つばさ 美園和花 若月みいな（5月13日、MOODYZ）
- 卑猥なカラダで男を欲情させる巨乳女医カウンセリングルーム 美園和花 倉多まお 鈴木真夕（5月15日、Million）
- 女上司の無防備なパンストにたまらず勃起!抑えられずにチ○ポをこすりつけたら糸をひくほど濡れていた… 5（5月15日、Z-MEN）
- NTR×JOI 可愛い彼女・姉妹・友達にセンズリ指示される童貞の僕 あべみかこ 加藤ももか 上川星空 あおいれな 美園和花（5月21日、SODクリエイト）
- ぶっかけられたい制服の妹 美園和花（5月21日、ヒビノ）
- 自慰専用 いっぱい出せます 私の蕩けるようなセックスを見せてあげる（5月25日、オーロラプロジェクト・アネックス）
- ねとりんぼ 実写版 純粋無垢な美少女は悪徳心療内科医の催眠術で処女を奪われる… 美園和花（6月13日、無垢）
- 女子校生孕ませレ●プ中出し20連発 美園和花（6月12日、REAL）
- 雑魚寝してたらボクの布団に友達の彼女が潜り込できて… 4 寝ぼけキスには彼氏のフリして応じておいて 目覚めて拒否るカノジョに「こんなに勃起させたのキミだから」とイキ声ガマンさせ何度も奥突き!（6月21日、Z-MEN）※「わか」名義
- 挑発淫語で強制連射! 精液搾取おねだり痴女 美園和花（7月3日、ワープエンタテインメント）[48]
- ビッグバストモンスターズ ～天然爆乳が揺れる至高のおっぱい遊び～（7月13日、BALTAN）
- 台本筋書き一切なし! どんなムリな要求にも自慢の爆乳とSEXテクニックで応えて男達をイカせてヌキまくれ! 美園和花（8月1日、Fitch）[49]
- ヌキまくりの淫乳娘・美園和花 濃厚クライマックス10セックスで怒涛の4時間（8月13日、オーロラプロジェクト・アネックス）※単体ベスト
- ごっくん好きなドジっ娘爆乳メイドの軟体爆尻ボディーでハメ潮中出しルームサービス 美園和花（9月7日、桃太郎映像出版）
- ムッチリ総合病院 美園和花 宝田もなみ ちなみん（10月1日、グローリークエスト）
- 若宮穂乃 レズ解禁 汗だく 汁だく 濡れ濡れレズビアン 若宮穂乃 美園和花（10月7日、ビビアン）
- 超接写! 乳首で何度もイキまくるアルティメットおっぱい Vol.3（10月9日、BAZOOKA）
- 遂に緊縛を解禁! 鍛えあげた肉体に麻縄が容赦なく喰い込む豊満爆乳アスリート調教 美園和花（10月13日、Fitch）
- 巨尻 × 痴女 × 交尾 美園和花（10月30日、ワープエンタテインメント）
- ささやき淫語で男性を確実に昇天させる絶品中出しチャイナエステ 2（11月13日、BAZOOKA）
- お尻すっごい!! 美園和花（11月19日、MARRION）
- 超密着! 肉感オイルエステ 美園和花（12月4日、ワープエンタテインメント）
- 巨乳女子大生媚薬拘束潮吹きイカセ 美園和花（12月11日、REAL）

- 隣の爆乳妻 泥酔し部屋を間違え「ただいま～!」 美園和花 （1月1日、プラネットプラス）
- いつでもどこでもシコシコピュッピュッ! ショタ専用「射精初心者マーク」（1月21日、ROCKET）
- 完全主観で楽しむ美園和花との新婚生活（2月1日、プラネットプラス）
- デカ尻すぎる女上司と同僚に誘惑され、断りきれずに言いなり逆セクハラ性交 美園和花 篠田ゆう（2月13日、ダスッ!）
- 豊満Gcup軟体美少女 美園和花12時間BEST（2月13日、Fitch）※単体ベスト
- 肉感! OL倶楽部 7 ～性処理OL派遣会社の美園さんは搾りたて特濃ミルクがお好き～ 美園和花（2月19日、下半身タイガース/妄想族）
- 男好きするデカケツ巨乳 浮気チ●ポでイカせてあげる（2月27日、シャーク）※「わかさん (21)」名義
- レズグルイ 賭けられるのは現金か女の身体…。久留木玲 美園和花 南梨央奈 大谷翔子（3月7日、ビビアン）[50]
- 尻地獄 ～迸る巨尻のタワマン調教部屋でチ○ポ付人間椅子に毎日強制射精させて精子で喉を潤すドS痴女～ 美園和花（4月8日、Mr.michiru）
- 生徒の僕は女教師ふたりの甘い誘惑に負けて放課後ラブホで何度も何度も中出ししてしまった。美園和花 吉根ゆりあ（5月13日、ダスッ!）
- 「ご主人様、今日は私のどんなお汁にいたしますか?」 おしっこ、汗、唾、愛液… 巨乳メイドの萌え水が飲める大人気の汁メイド喫茶「しろふわマンジール」へようこそ! 佐知子 田中ねね 美園和花（5月20日、SODクリエイト）
- 旦那が酔いつぶれているうちに寝取られ肉奴隷にされた爆乳妻 美園和花（5月25日、マザー）
- エロ優しいむっちり爆乳の奥さんから思いっきり甘々に責められたい! 美園和花（7月13日、Fitch）
- Hカップお宝パイのむっちり柔肉女子はド淫乱で貪欲なオヤジチ●ポ喰い女だった!（7月24日、オイスター海運）
- 同人ヒロイン 17 火鷹舞 緊縛恥辱（8月13日、GIGA）
- 溺愛ママに調教された巨乳家庭教師 ～唾液まみれのお仕置き指導レズビアン～ 美園和花 若宮はずき 皆月ひかる（9月14日、ビビアン）
- おち○ぽ大好きお姉さんのフェラチオは好きですか?（9月16日、グローリークエスト）
- 無人駅-実写版- 全3部作全収録 シリーズ累計売上9万部少女2人拉致レ×プの問題作を実写化 高瀬りな 美園和花（9月21日、MOODYZ）
- 完全撮りおろし ムチムチ肉感ディルドオナニー（10月1日、OFFICE K’S）
- バブみあるわかママは僕がただ生きてるだけでえらいえらいして褒めてくれるので、オギャって甘えて赤ちゃん返りSEX 美園和花（10月12日、かぐや姫Pt/妄想族）
- 尻フェチ個撮映像 ムチかわJ○セフレの精子搾取 美園和花（10月12日、ビッグ・ザ・肉道/妄想族）
- 噂のアイドル女子校生はデカ尻で男子を誘惑する小悪魔痴女 美園和花（10月26日、デジタルアーク）
- 妄想爆発 妹が裸でウロウロするもんで目のやり場に困るんだが…!? 美園和花（10月27日、MERCURY）
- 巨乳温泉コンパニオン1泊2日おもてなしナマ性交 美園和花 推川ゆうり 若宮はずき（11月9日、Million）
- 立場逆転で性感帯を3点同時責め! 巨乳の義妹達に絶倫童貞チ○ポを犯され続ける強制ハーレムSEX 三舩みすず 朝倉ここな 美園和花（12月7日、Fitch）

- Gカップ痴巨乳グラマラス圧迫性感 パイズリ × オイル & ローション × ピストン騎乗位 肉弾オンナがオトコの理性を崩壊…（1月11日、BAZOOKA）※「和花」名義で出演。
- むっちむちバッキバキ!! 柔軟ボディに日焼け跡が眩しい100cmGカップ エロ黒姉さん 美園和花（1月12日、MERCURY）
- 憧れのカノジョ 美園和花（2月8日、クリスタル映像）※単体ベスト
- レズグルイ ディレクターズカット版 賭けられるのは現金か女の身体…。 久留木玲 美園和花 南梨央奈 大谷翔子（2月8日、ビビアン）
- 酔っ払って家に入って来ちゃったパツパツスーツの奥さんは実は職場の男達の精子を毎日ゴックンしているザーメン中毒精飲妻・肉感! OL倶楽部12 美園和花（3月1日、下半身タイガース/妄想族）
- 中出し孕ませ新婚生活 美園和花（3月8日、Million）
- 「彼氏を親友に寝取られて……青春中出しエッチ」宇流木さら（3月15日、ピーターズMAX）※主演は宇流木さら。美園和花は彼氏を寝取る親友役で出演。
- 平日の暇な時間帯のメンズエステでW施術を薦められてお願いしたら欲求不満な奥さまセラピストに連続射精させられた VOL.4（3月24日、DANDY）
- たった7時間2人っきりにしてみたら…結果、12発セックスしてました。 美園和花（4月1日、ドリームチケット）
- 担任教師の僕は生徒の誘惑に負けて放課後ラブホで何度も、何度も、中出ししてしまった… 稲場るか 美園和花（4月5日、MOODYZ）
- 全部クチだけで何度もイカせてあげる… 開始2分で玄関射精 即尺フェラデリヘル（4月12日、BAZOOKA）※「和花 25歳」名義で出演。
- AV女優の恥ずかしい局部アップ 裸のコレクション（4月12日、MERCURY）
- パイラマ 喉奥と巨乳でイキ狂い 美園和花（4月19日、ドグマ）
- むっちり肉感ドスケベ妻 ヤリたくなる卑猥なハミ乳デカ尻の牝たち 6人（4月19日、アクアモール/エマニエル）
- 角オナニー 擦り付けたら止まらない 6 12人（4月19日、かぐや姫Pt/妄想族）
- 「おばさんが何回でも勃たせてあげる!!」 素人熟女妻たちによる童貞筆下ろし18 ALL2連続生中出し 3組完全収録!（4月26日、クリスタル映像）※「和花 29歳」名義
- 神乳Gカップ! おっぱいも性欲も大きい肉感美女 美園和花（6月7日、S-Cute）
- パイスプラッシュ 美園和花（6月21日、ドグマ）
- 爆乳おしゃぶりごっくん逆ナンパワゴン 若宮はずき 美園和花（6月28日、Million）
- 残業中、2人きりの社内でパツパツスーツの爆乳人妻女上司に乳ドンッされ身動きが取れないおっぱい圧迫騎乗位で溜まったムラムラ精子を何度もおま○こで搾り取られた。 美園和花（7月5日、LUNATICS）
- 彼女ができた翌日、W巨乳サキュバスを誤召喚! 略奪∞搾精で何度も追撃されたボク 美園和花 結城りの（7月19日、OPPAI）
- 接吻コントロール 美園和花（7月29日、ワープエンタテインメント）
- 彼女の妹のデカ尻関西ネオギャルJ系のミニスカパンチラ挑発に乗せられ大人のデカチンピストンSEXでめちゃくちゃ何度も中出しした。 美園和花（8月2日、LUNATICS）
- 【完全主観】3人のエグい爆乳ヤリマンが開催する中出し乱交パーティーへ行ってみたら男は僕一人だった。吉根ゆりあ 田中ねね 美園和花（8月9日、Million）
- 新妻は性欲モンスター 美園和花（8月20日、プラネットプラス）
- 美爆乳・ド淫乱 わか (Hcup) 超肉感ムチムチHカップ (100cm) ギャルと肉食SEX! マ○コとチ○コがズドンと強力絶頂! 過激ガチハメ密着撮り! 美園和花（8月23日、オーロラプロジェクト・アネックス）
- 予約半年待ちリピ率100% 某メンズエステ店 密室 × 密着 イキ過ぎた禁断サービス 5（9月2日、DOC）
- 素人コギャルHEAVEN 4時間EX 02（9月13日、BAZOOKA）※「わか age 20」名義
- AV女優の恥ずかしい局部アップ 裸で運動エクササイズ（9月27日、MERCURY）
- オ・ン・ナ♀ざかり 美園和花（9月30日、ワープエンタテインメント）
- 調教NTRマンション 緊縛性玩具に堕ちた豊満肉体妻 美園和花（10月11日、AVS collector’s）
- 僕にハーレムセフレができた理由 童貞君が巨乳ギャルとまさかのハーレム -実写版- 美園和花 水原みその 初愛ねんね（10月11日、Hunter）
- オナサポ!! 女子○生 着衣で全裸で挑発的ダンス 3（10月11日、かぐや姫Pt/妄想族）
- AV女優の恥ずかしい自画撮りオナニー ～秘密のひとりエッチ～（10月12日、MERCURY）
- 実父と育ての父が私の身体を狙って毎日犯しにきます…。 美園和花（10月20日、プラネットプラス）
- 酔っ払ってガードがユルユルの奥さんのスーツ姿にもう我慢出来ないっ!（11月1日、下半身タイガース/妄想族）※「和花さん」名義
- 完全主観 感度抜群! 乳首をビンビンに立たせた淫乱オンナの絶品おっぱい（11月8日、BAZOOKA）
- セフレカノジョ 美園和花（11月15日、ゲインコーポレーション）
- 「もうエッチなお店に行かないで! 私が風俗みたいな事してあげる」 ボクのことが大好きな年下の幼馴染が必死に覚えたマットプレイでボクにサービス! 素股で終わるはずが…（11月22日、Hunter）
- ※拡散希望※中出しするには丁度いい巨乳絶倫オフパコレイヤー 好きな時にタダマンOK! 生オナホ扱いもちろんOK!!  美園和花（11月23日、SODクリエイト）
- ぶっかけ肉感デカ尻秘書は乳首ビンビンにして社員を誘惑する淫乱痴女 美園和花（12月13日、WEEKENDER）
- ぶっ飛んだ圧力膣内で何度もグリグリと刺激される止まらない腰使いに射精を促される種絞りエステ（12月13日、BAZOOKA）
- 女上司から失神するまで快楽責めされた話 10発以上出すまで許さない逆鬼イカセSEX 巨乳痴女上司3人30射精!（12月24日、ビッグモーカル）
- SUPER FISHEYE FETISHISM 迫力興奮蜜写 エロコス肉感BODY 美園和花（12月27日、AVS collector’s）
- もちぷるオッパイで男をイカせまくる全裸バニーのパイズリ泡々ソープランド 小花のん 田中ねね 美園和花（12月27日、Million）[51]

- 『貴方は、何があっても1ミリも動いちゃダメ。』M男専用爆乳密着絶頂拘束中出しソープ!連射・男潮・アナル開発…拘束プレイ限定のソープランド!! 美園和花（1月12日、SODクリエイト）
- はだかの彼女とラブLOVEセックス!! ～あなただけ見つめてる～（1月12日、MERCURY）
- 淫語で犯す自画撮り着衣痴女 美園和花 佐藤ののか（1月17日、ミル）
- 爆乳 × でか尻 × 痴女 どすけべ妻ナンパ はみ巨尻のミニスカギャルは超ヤリマン!（1月24日、かつお物産/妄想族）
- 縛り拷問覚醒 芸能タレント監禁飼育 美園和花（1月24日、バミューダ/妄想族）
- 「パッ… パッ… パンツはどうした?」 ノーパンかと思いきやまさかの絆創膏チラ! パンチラなんか気にしない妹…。でもこの日は下着を全部洗濯してしまいノーパンはさすがに恥ずかしいからとアソコを絆創膏で隠していた! そんな事も忘れていつも通り過ごす妹のスカートがめくれて思わず2度見!? パンツの事を聞いたら「見えてないでしょ」と全然気にしない妹だったが、エロくてガン見してたら案の定勃起してしまうボク… しかもバレて怒られると思いきやボクの勃起を見て興奮しだした妹の絆創膏はヌレヌレ状態に…（1月24日、Hunter）
- 近親相姦人狼ゲーム 本当にハメているのは誰だ?（2月9日、ROCKET）
- 朝・昼・晩、休む暇も無く大好きな彼氏をイチャラブメスイキ調教! もうお尻でしかイケないMケツマ○コ化計画! 向理来 美園和花（2月21日、犬/妄想族）※女性向け作品
- 素人ホイホイ × MBM 可愛いだけじゃダメですか? 顔だけでヌケる保証! 顔面優等生 世代最強エース 5 撮り下ろし3名（2月24日、MBM）
- 出張ソープ中出しぬるぬる9本番!!（2月27日、MERCURY）
- 生贄凌辱監禁 檻の中の美女（3月1日、九龍）
- 団地妻レズビアン 疼く身体と寂しさを埋めてくれたのは年下だけど包容力があって大きなバストをもった同じ境遇の女性でした。 小松杏 美園和花（3月14日、ビビアン）
- 「またボクのシャツ着て… てか、ブラとズボンはどうした?」 いつも勝手にボクの服を着る妹がまたボクのシャツを…と、思わず二度見したらノーブラ! しかもズボンも履かずにパンツ丸見え! 思わずガン見でフル勃起!（3月14日、Hunter）
- だれとでも定額挿れ放題! 中古車販売店編 月々定額料金さえ支払えば、中古車販売店内のどんな者種（女子）にも乗り放題! 発射し放題!?（3月14日、Hunter）
- 図書室で勉強してたら学校で有名なヤリマン美少女2人組に目をつけられて周りに気づかれない様にエッチしまくり!! 「ほらぁベロキスしてやるから静かにしな…」「ほらぁどっちから行くんだよ?」どっちに挿れるかを選ばされて困っている僕はこっそりと性感帯をサイレント責めされて声を出せずに悶絶中出しさせられました!!（3月23日、.WorKs/FALENO TUBE）
- 南国の楽園で露出 人目も気にせず自由すぎるセックス! 美園和花（3月28日、バミューダ/妄想族）
- 裸エプロンをしながら掃除をしてくれる出張家事代行サービス! 料金はお高いが巨乳・巨尻の家政婦さんが掃除してくれてチ○ポも掃除! でハメ放題!（3月28日、Hunter）
- 新婚生活1年目で即裏切り不貞行為! 5人の巨乳若妻たちと数珠繋ぎFUCKで何度もエッチしまくり! 引っ越した先のマンションは欲求不満の若妻だらけ! ボクとのエッチにハマった若妻たちは即リピーター! 何度も何度もボクの所にやってきて…（3月28日、Hunter）
- 「私のこと気弱で怒らない先生だと思ってた?」 2人きりになったら立場逆転! 好き勝手にやりたい放題の男子生徒を陰でハメ倒す隠れ痴女教師（3月28日、Hunter）
- 終電を逃したそこのラブラブカップルさん!! 偶然たまたま方向が同じなので良ければ我々大事な彼女さんとタクっていいですか! 19（4月11日、JET映像）※「ワカさん（25）」名義
- ムチムチの肉体で義父と背徳SEX どすけべ介護肉感ボディ美巨乳尻マゾ妻 デカ乳とデカ尻を責められてイキまくるM嫁 美園和花（4月25日、熟女はつらいよ/熟女卍）
- メガネが可愛い とびきりの笑顔でヌイてくれるおちんちん大好きマネージャーの突撃家庭訪問（4月25日、BAZOOKA）
- 美園和花のどっちがお好き? 金髪ギャルな私と大胆セックス 清楚な私と見つめ合いセックス（5月2日、S-Cute）
- 色狂い盗撮魔Wの二人同時パパ活記録＃3・4（5月4日、蜃気楼）
- ぱねぇ性欲ありえん下品女にオイルどっばどばぁでメスサド誘惑されたらもうわしゃオシマイや!! いっぱいぬーるぬる! 爆ヌキ鬼どびゅトランス性交 美園和花（5月9日、ダスッ!）
- 寝取らせ検証『夫婦のセックスを記念に残すはずが代役との疑似SEXに…』プライベートAV制作で他人棒をオマ○コに擦られ続けた妻はその後浮気してしまうのか? VOL.10（5月11日、コスモス映像）※「加藤めぐ美（30）」名義
- 大開脚でアナル舐めさせ軟体けつめどWチアガール ～励まし肛門で痴女られる学生性活～ 姫咲はな 美園和花（5月16日、MOODYZ）
- まるっと! 美園和花（5月20日、プラネットプラス）※単体ベスト
- 旦那には見せない…。人妻たちのシタくて堪らない性欲を密かに盗撮 1（5月23日、お持ち帰り/熟女卍）※「美奈代さん / Hカップ / 32歳」名義
- 金粉監禁令嬢 美園和花（6月1日、バミューダ）
- 「今誘われたらエッチもOKしちゃうんだけどな…」 本番交渉待ちのメンエス嬢は超欲求不満で性欲爆発寸前! 本番交渉するまでボクをしこたま乳首責め!（6月13日、Hunter）
- 夫の上司の昇進祝賀会でセクハラされまくり NTR人妻ホームパーティー 酔った巨乳尻の嫁が犯されてイキまくり 美園和花（6月20日、カルマ）
- THEドキュメント 本能丸出しでする絶頂SEX ムチムチHカップ保母さん欲望丸出し乱交ファック 美園和花（6月20日、美人魔女/エマニエル）
- 種無し旦那のためにボロ屋敷へ行き30日間精子を溜めた独身男と濃厚種付けセックスを楽しむ人妻 わか 美園和花（7月18日、本中）
- Wデカ尻おばさんに連れていかれてケツ肉圧迫挟み撃ちハーレム中出し!! 弥生みづき 美園和花（7月18日、MOODYZ）
- ハーレムは彼女の匂い 汗と性の匂いが充満する世界。原作 鳳まひろ シリーズ累計10万部超えの人気作実写版! 小花のん 美園和花 姫咲はな（7月18日、MOODYZ）
- 【4K撮影】「下半身がスッケスケ過ぎて…」ネット通販の粗悪スカートで無自覚誘惑するプリッケツ先生のH91cm尻圧授業 美園和花（7月20日、Materiall）
- 媚薬漬け監禁 潜入捜査官 強がるデカパイ女を緊縛洗脳! 美園和花（7月20日、AEGEAN）
- 女子大生 巨乳極上泡姫 リラクゼーション無限昇天 究極の癒し（7月20日、hawaii）※「Waka」名義
- 潮吹きの天才!! 溺れるまでいっぱい潮かけてあげる 巨乳ビッチの早漏おもらしデート 美園和花（7月25日、Million）
- 超密着接写 淫乳肉感 爆乳豊満ハメ狂い 美園和花（7月25日、AVS collector’s）
- 真・黒い衝撃 黒人覚醒 美園和花（7月25日、バミューダ/妄想族）
- 開始早々秒でエッチ! いきなりアクセル全開AV!! 即挿入 & 連続爆イキ! 無責任な親のせいで超エッチな3人の性獣巨乳義姉とボクとの4人だけで同居生活! 浪人生のボクの激動の一日をほんの少しだけお見せしていきます! ボクがデカチンだと知られてからはほぼ毎日、顔を合わせれば好きな場所好きなタイミングでとにかくヤラれまくり!（7月25日、Hunter）
- 色白デカ尻の家事代行おばさんに即ハメ! デカチンの虜になった人妻が翌日勝手に押しかけてきたので満足するまで何度も中出ししてあげた 24 美園和花（8月1日、DEEP'S）
- あなたの初ヌード撮らせてください! 素人娘20人の全裸コレクション 4（8月1日、OFFICE K’S）
- 淫絶股縄調教 02 割れ目に食い込む麻縄（8月1日、バミューダ）
- 母親と息子の親子ソープ一転中出し近親相姦 RE.3（8月10日、ROCKET）
- 乳首開発痴漢 4（8月10日、ナチュラルハイ）
- 「あなた、ごめんなさい…。」 妊娠危険日にムリヤリ義父に種付け中出しされています… 美園和花（8月11日、人妻花園劇場）
- 修学旅行中、地味メガネ巨乳をお風呂に誘ったら… ビチョ濡れでW爆乳揉みまくり中出しできちゃった普段は地味な僕…。 花柳杏奈 美園和花（8月15日、MOODYZ）
- SUPER FISHEYE FETISHISM 迫力興奮蜜写 デカ乳 & デカ尻むちむちW肉感どスケベBODY 美園和花 水原みその（8月22日、AVS collector’s）
- 僕にハーレムセフレができた理由2 弄んでくれるセフレギャルから【オナ禁】指令 -実写版- 美園和花 水原みその 姫咲はな 宝田もなみ（8月22日、Hunter）
- ミニスカパンチラショタコン家政婦 悪ガキにイタズラされながらムラムラするお姉さん 美園和花（8月24日、フェチ眼）
- パーソナルジムで素人が理性崩壊! ハードセクササイズ 1（9月1日、DOC）
- 実写版 生徒会長は真性露出狂 美園和花（9月5日、山と空/妄想族）
- 優等生J系は、露出狂ド変態 学校や通学路などバレたらヤバい場所で全裸露出するのが癖になったJ系たち（9月5日、FunCity/妄想族）
- 緊縛奴隷バニーガール 美園和花（9月12日、グローリークエスト）
- 何発射精してもひたすら流し込まれる 唾液・ツバ・中出しマーキング 巨乳ムチムチ女上司と体液ぐちゃぐちゃ舐め犯し接吻不倫 美園和花（9月19日、本中）
- 汗だく笑顔で何度も嗚咽アクメの連続 極上喉奥フィットネストレーナー 美園和花（9月26日、えむっ娘ラボ）
- ココは天国 or 地獄?! 無限射精! 無限メスイキ! 無限乳首責め! 無限寸止め! 全M男が夢みる中出しハーレム誕生日会 松本いちか 倉本すみれ 美園和花 Nia 二宮もも ちびとり（9月26日、本中）
- おっぱい丸出しで連続ヌキしてくれるむっちりボインの巨乳逆バニーデリヘル（9月26日、BAZOOKA）※「Waka」名義
- キミの好きなおしっこプレイが大嫌いになるまで飲ませてアゲル ビチャビチャ聖水中出しお姉さん 美園和花（10月3日、MOODYZ）
- 都内某所の人気が少ない路地では抜いても抜いても終わらないエンドレスFuckを強要する巨乳たちんぼ女子がいるとの噂が!! 終わったかと思ったら数珠繋ぎで犯し続ける絶頂ループ（10月10日、SCOOP）
- 姉は親父に抱かれてる 親子NTR 最愛の姉を義父に寝取られた僕 美園和花（10月17日、無垢
- 一般男女モニタリングAV 近親相姦しちゃった母子のその後まで追跡スペシャル マジックミラーの向こうには再婚したての父親! 巨乳の新しいお母さんと童貞の息子が2人っきりの密室で筆おろし中出し!! …した後日談:義母と息子の何度も繰り返される父には秘密の近親相姦を家庭内盗撮 6（10月17日、DEEP'S）
- 逆バニー風俗 中出しOK 連続射精! 追撃男潮! 無制限射精コース 美園和花 夕美しおん（10月24日、痴女ヘブン）
- 倒錯した性癖がほとばしる。NHレズセックス ちびとり 美園和花（10月24日、ダスッ!）
- とある深夜番組には好みのシロウト出演者を誘惑してチ●ポをしゃぶり散らかす美人痴女スタッフがいるという噂が! 収録前の確認と称して楽屋に入り込みザーメン欲を満たす職権乱用オンナを徹底SCOOOOOP!!（10月24日、SCOOP）
- くぱぁま○ことヒクつくアナルでアナタを勃起させる挑発見せつけオナニー（10月26日、フェチ眼）
- 「もうイってるから許して!!」 家事代行サービスで派遣されてきた 美人スタッフのエロ過ぎるデカ尻に即挿れ!! 杭打ちピストン中出し18発射!!!（11月3日、DOC）※「美園さん」名義
- 残業中、2人きりの社内でむっちりデカ尻人妻女上司のムレムレパンスト挑発に乗せられ脚テクで何度もサービスぶっかけ射精させられた。 美園和花（11月7日、LUNATICS）
- えっ! 飲み屋でいきなり逆ナンしてきたくせに、焦らされまくって、寸止めされて、射精の瞬間もチ〇ポ放置され ザーメンお漏らしするルーインドオーガズム × ハシゴ酒で永遠に賢者タイムを与えられず何度も何度も精子を搾取される爆ヌキ中出し生パコ性交 巨乳ハーレムビッチ編 弥生みづき 美園和花（11月7日、MOODYZ）
- アナル舐められピタパンOL ～MM便コラボ企画～ 外回り中のむれ匂う肛門を嗅がれ尻穴まで舐めほじられ赤面発情イキ! 肛門クンニ中に生ハメされるとケツ穴くぱくぱ見せつけて性欲ハツラツ中出し要求SEX!（11月7日、DEEP'S）
- 【4K撮影】Hcup乳首開発ポルチオ超え乳首アクメ美園和花（11月9日、Materiall）
- 夜行バスで巨尻奥さんと東京まで片道300kmの中出しワンナイトラブ 美園和花（11月9日、YONAKA）
- 隣の奥様は美巨乳インストラクター 軟体BODYで大胆誘惑 夢にまで見た神展開で禁断中出し不倫SEX 美園和花（11月14日、クリスタル映像）
- 真夏のド田舎はメスの発情期だぞ 射精特化のシコい女体とテクを兼ね備えたWどスケベ汗だく痴女の子種収穫祭 美園和花 沙月恵奈（11月21日、E-BODY）
- 残酷ミラーゲームに負けるとエロ罰ゲーム あじわった事のないデカチンで清楚な若妻達が隣に旦那がいる状態でもおかまいなしで中出しSEX! なんとオカワリしてきた若妻も!! 10（11月21日、はじめ企画）※「わか（27）」名義
- ムレムレブルちら挑発 ブルちらなんか気にしない! ブルマが超絶似合う娘たち（11月23日、フェチ眼）
- わいせつ行為対策護身術 「感じてる顔を見せてはいけません」 感じてると暴漢をつけあがらせる! 何をされても無反応（11月23日、SHIGEKI）※「DJ Waka（24）」名義
- 性欲を持て余した彼女のお姉さんから発情デカ尻誘惑されて性欲爆発した僕は彼女に内緒でこっそりハメまくり何度も尻ブッカケSEXした 美園和花（11月24日、h.m.p）
- ボーイッシュで男友達みたいな女子は想像以上の大人下着とむっちむち爆乳ナイスボディ 美園和花（11月28日、ROYAL）
- 『電気つかなくて怖いから一緒にお風呂入って』 巨乳過ぎる姉のまさかのお願いで狭いお風呂で2人きり! 停電で暗いとはいえ大きな胸が腕に当たりまくり!（11月28日、Hunter）
- 唾液ベトベト全身リップ舐めたくてベロンチュ学園 ツバ飲ませ接吻まみれ汁だくチクペロ顔面れろれろサンド! 末広純 美園和花（12月5日、MOODYZ）
- WヤリマンJ系がドMチ〇ポを罵倒淫語イジり焦らし寸止め爆ヌキ 見下しながらマウント中出し連射! 弥生みづき 美園和花（12月5日、ワンズファクトリー）
- 極上おっぱい超密着 中出しOK発射無制限 爆乳ハーレム風俗ランド 田中ねね 姫咲はな 美園和花 吉根ゆりあ（12月5日、MOODYZ）
- 妄想Hハイスクール 魅惑のカラダ & テクニックでボクだけに優しく性指導してくれる全裸女教師とのトリプル痴女イキまくり学園性活 斎藤あみり 百永さりな 美園和花（12月12日、Million）
- 爆乳天国 むちむち至極の快楽天使（12月12日、ブラックドッグ/妄想族）
- ごっくん淫語 耳元で聞く、ネバスペと喉越しごっくんのエロい音 美園和花（12月19日、煩悩組/妄想族）
- 性欲つよつよ! 顔面つよつよ! 元アイドルから転身! フォロワー数20万人の有名レイヤー（12月21日、hawai）※「Waka」名義
- ただし超エロ! えげつない性欲の完璧人妻と不倫SEXし放題!（12月23日、ビッグモーカル）※「和花（27）」名義
- 彼氏の近くには居ないで欲しい あざと可愛いすぎる関西弁ショートヘア女子の誘惑。 美園和花（12月26日、ダスッ!）
- 弟の巨根を溺愛! 無防備が過ぎる姉の過激誘惑! 全裸よりSKBな透明バニー痴女のベロキス杭打ち騎乗位 美園和花（12月26日、クリスタル映像）
- ご主人様を甘々ねっちょり癒してあげる むにむにおっぱい密着させて激カワメイドが足の先から頭まで超全身舐め神奉仕中出しハーレム 姫咲はな 美園和花 弥生みづき（12月26日、本中）
- 爆乳娘二人とまさかの相部屋 オトナになっていた姪っ子二人のおっぱいブルルン激しく揺れる汗だく騎乗位で交互に、何度も、中出しさせられた僕 美園和花 夕美しおん（12月26日、痴女ヘブン）
- 巨乳っ娘縛ってます。（12月26日、ブラックドッグ/妄想族）※「わかにゃん」名義
- お金を借りるために他人に抱かれ媚薬中毒になった巨乳妻 美園和花（12月31日、マザー）

- 美園和花の凄テクを我慢できれば生★中出しSEX!（1月2日、ワンズファクトリー）
- 美脚キャビンアテンダントだけを狙う大手航空会社専門 追撃ピストンマッサージ 7（1月2日、変態紳士倶楽部）
- 派遣マッサージ師にきわどい秘部を触られすぎて、快楽に耐え切れず寝取られました。 美園和花（1月9日、ダスッ!）
- 継母天使 義息子を優しく包み込む射精教育。 性に不慣れな箱入り巨乳若妻が、息子の為にご奉仕する最高のママになった日… 美園和花（1月9日、ROOKIE）
- 都月るいさレズ解禁 幼馴染みの友達から突然のレズカミングアウト! 下品でドロドロに乱れる百合SEXで絶頂連続イキしてドMの本性が目を覚ます! 都月るいさ 美園和花（1月9日、ビビアン）
- ～今日1日あなたのお世話をさせていただきます～ 派遣型パイズリ個人秘書のおっぱい性奉仕（1月9日、BAZOOKA）※「美園」名義
- 時間停止学級。時間を止める事が出来る神装置で、好きな時に挿れたり、止めたりし放題。（1月9日、Hsoda）
- 黒パンストデカ尻CAの固定ディルド当てゲーム 利き竿イッポン勝負! 見事当てたら賞金100万円! 外せばその場でデカチン即ハメ! ディルドでイッた直後の敏感マ●コに彼氏より大きいチ●ポでハメられイキまくった客室乗務員は中出しも拒めないのか!? 3（1月23日、はじめ企画）※「そのこさん」名義
- デリヘル呼んだらガックガクに感じる敏感体質の美少女が来て大当たり!! 本番は禁止のはずなのにイキすぎてチ○ポを求めちゃう!! 絶頂しすぎて潮が溢れ出すイキすぎる早漏マ●コに何度も生中出し!!（1月30日、SCOOP）
- 同居してみて3日… この家族、今週中に堕とせそう♡ 美園和花（2月2日、ワープエンタテインメント）
- 巨乳妻エステ盗撮 媚薬オイルで悶絶アヘ堕ちしてたまらず生ハメ乞いする人妻たち（2月2日、ゲッツ!!）※「わかさん」名義
- トイレさえ行かせてくれないパワハラ女上司にこっそり利尿剤を飲ませて… 限界寸前おしっこ我慢中に強制中出し 美園和花（2月6日、MOODYZ）
- 実写版! 茜色に染まる若妻 前編後編 ～病室で僕の妻が寝取られた～（2月6日、ダスッ!）
- 巨乳水着ギャルばかりを狙う海の家ナンパエステ 25（2月6日、変態紳士倶楽部）
- 神業ハンドテクで何度も射精させて過激な裏オプションで生ハメ中出しまでさせてくれる黒パンスト人妻メンエス店の一部始終 2（2月6日、変態紳士倶楽部）
- 気を使って義姉さんの私服を勝手に洗濯したら巨乳おっぱいがこぼれるほど縮んでしまった!! おっぱい丸出しで文句を言う義姉さんだったがその姿で勃起したチ〇ポに気付くと急に優しくなって仲直りSEX!!（2月13日、SCOOP）
- 時をかける中出し風俗島 タイムマシンに乗ってオマ●コ探して大冒険! 美少女10人大乱交スペシャル!! 北野未奈 七瀬アリス 藤森里穂 松本いちか 美園和花 響乃うた 倉本すみれ 新井リマ 美谷朱里 弥生みづき（2月20日、本中）
- MM号特別編 爆乳AV女優が素人男性を逆ナンパ! 青空トリプル爆乳エステでご奉仕フルコース＆逆4Pハーレム中出し天国へご招待! in ザ・マジックミラー 吉根ゆりあ 美園和花 有岡みう / 水原みその 姫咲はな 小梅えな（2月20日、DEEP'S）
- J系ねむらせ媚薬監禁 人生イージーモードで不倫中のゲス教師と不埒メスガキおまえらの幸せぶっ壊す!! 【不倫追跡】（2月20日、山と空/妄想族）
- 外回りで湿った黒パンストOL専門 固定ディルド腰ふり羞恥ゲーム ジワジワとサイズが大きくなっていく障害物レース悶絶アクメ! 制限時間内にゴールできなかったら即ハメ中出し罰ゲーム! 2（2月20日、はじめ企画）※「●り（25）」名義
- 洗脳LIKEボタンで巨乳パパ活ビッチをガチ恋服従させられる神マッチングアプリ 美園和花（2月27日、ダスッ!）
- ぼくだけがセックスできない家 実写版 美園和花 倉木しおり（2月27日、Hunter）
- 「ウチらが気持ち良くイカせてアゲる」 甘サド逆3Pオナニーサポート! W耳元囁き淫語オッパイ挑発ラッシュ! 【脳がトロけるASMR主観】  浜崎真緒 美園和花（3月5日、ワンズファクトリー）
- 勉強を教えてもらいに来た教え子はポロチラ乳首で発情誘惑してくる巨乳ノーブラ女子校生（3月12日、BAZOOKA）
- 【臨場感MAXバイノーラル録音】【完全主観】ドスケベ淫語を連発しながら寸止めしまくり童貞調教! からの中出しさせまくり! 自分以外とエッチできない身体にするのが趣味のドスケベお義姉さん（3月12日、Hunter）
- スペンス乳腺開発クリニック 美園和花（3月19日、OPPAI）
- 南国野外露出（3月22日、ワルハラ）
- 街金 返済期日に間に合わなかった債務者たち4名 住所/氏名/年齢/顔 晒します 人権を無視され無理やり巨根をねじ込まれ涙目（3月22日、ハラスメント）※「墨○区 / W / 26歳」名義
- 本番無しヘルスでまさかまさかの隣人高飛車クソ女と遭遇。弱みを握った僕は何度も何度も呼び出して中出し肉便器にした。 美園和花（3月26日、ダスッ!）
- AV女優8人の意地とプライドを懸けたひたすら生でハメまくり射精させまくり中出しバトルロワイヤル 北野未奈 七瀬アリス 藤森里穂 松本いちか 倉本すみれ 響乃うた 美園和花 弥生みづき（3月26日、本中）
- MOODYZファン感謝祭 バコバコバスツアー2024 AV男優発掘＆育成スペシャル!! AV男優を目指す素人16名とAV女優16名の1泊2日大乱交ツアー!（4月2日、MOODYZ）※配信版は3月15日先行リリース、BD版は4月16日発売。
- 能天気ノーブラ散歩 乳特化柔々Gを思う存分揉んで吸う激烈ピストンでイキ狂うドスケベ巨乳にドバドバぱい射（4月2日、ナンパJAPAN）
- 一般男女モニタリングAV 絶倫巨乳妻と童貞男子がザーメン20mlを溜めるまで出られないラブホからの脱出に挑戦! 3 旦那とはご無沙汰の奥様が初めて逆ナンパした男子大学生を射精させるために手コキ・オナホコキ・フェラ・筆おろし! 何発出しても萎えない年下チ○ポと大量の精子を目の当たりにして大興奮の人妻オマ○コは満足するまで何度も生挿入で連続中出し!（4月2日、DEEP'S）※「まりな」名義
- 奇縄 第二十章 野外緊縛 美園和花 翔田千里（4月4日、バミューダ）
- 青春の『 』を満たすように、僕達はいつか終わる仮初めの恋だとわかっていても愛し交わりあった。 美園和花（4月9日、ダスッ!）
- 若妻在籍多数! 昼下がりのメンズエステは訳アリ若妻が多数出勤! 隙間時間でサクっと稼ぎたい訳アリ若妻たち…。（4月9日、Hunter）
- 大学の新歓で誘われて演劇サークル入ったらまさかの男はボクだけ! 夢のヤリチンキャンパスライフ!（4月11日、SODクリエイト）
- 女忍調教 忍堕とし～実写版～ 美園和花（4月16日、無垢）
- 美乳人妻限定! 乳首こねくり我慢ゲーム大会 ノーブラ透け乳首をず～っとコリコリされ感度が爆上がりした人妻はデカチンを見せつけられて中出しも拒めないのか!? 4（4月16日、はじめ企画）※「あゆさん（29）」
- 何度夜が明けても、星より遠く離れても、この手に残る温もりを忘れない。 美園和花 弥生みづき（4月23日、ダスッ!）
- 爆乳 × でか尻 × ドム脚 × ミニスカ 超ムチムチハミ尻女子○生超ヤリマン × 2（4月23日、かつお物産/妄想族）
- 「先輩、イク時は一緒ですよ?」 脳トロ淫語とパンチラ尻フリダンスで僕の射精を神サポートしてくれる甘サドJOIチアリーダー 天馬ゆい 渋谷あかり 美園和花 皆瀬あかり 葵みれい（4月25日、SODクリエイト）
- ノリ良し! 手加減無し! 巨乳水着ギャルぬるズポ中出しぶっこ抜き20発メンズエステ 美園和花（5月7日、MOODYZ）
- 人妻ボロ雑巾レイプ 美園和花（5月7日、アタッカーズ）
- ヌキ無しお触りNG! スク水メンズエステの健全店メンエス嬢が絶倫中出し裏オプションまでしてしまう一部始終を隠し撮り 3（5月7日、変態紳士倶楽部）※「Gカップ ユカリさん」名義
- 騎乗位中もずっとベロキス＆ヨダレ流し込み接吻窒息中出しFUCK 美園和花（5月9日、BonキュンBon）
- 今、セフレで一番エロい推し妻、紹介します。チ〇ポ大好き誰の精子でも美味しくごっくんするデカ尻セフレ妻 わかさん 28歳（5月9日、コスモス映像）※「わかさん 28歳」名義
- 潜入!! 噂のリンパマッサージ店 20  「裏オプション、いかがなさいますか?」（5月9日、LEO）
- 知人デリヘル。本番ナシのデリヘル呼んだら、高圧的な社長がやってきた。 美園和花（5月14日、ダスッ!）
- タイ式回春マッサージ【ジャップカサイ】でサオもタマも癒され焦らされ精力倍増かつてないほどバキバキに勃起してガマン汁止まらないチ○ポを即ま○こで効果試され何度もザーメン搾り取られた【計11発】 美園和花（5月14日、アリスJAPAN）
- 覚醒 美園和花 厳選9メーカー24作品8時間究極ベスト（5月14日、ROOKIE）※単体ベスト
- 彼氏を喜ばせたい素人女子がメンズエステ密着マッサージ講習体験! 超照れながらオイルヌルヌルエステ施術中に密着しすぎて勃起チ○ポがパンツ越しにグリグリ2cm挿入!!（5月23日、アイエナジー）※「わかさん」名義
  - 配信作品『彼氏を喜ばせたい素人女子がメンズエステ密着マッサージ講習体験! 超照れながらオイルヌルヌルエステ施術中に密着しすぎて勃起チ○ポがパンツ越しにグリグリ2cm挿入!! わかさん』(IENFH-31901)を収録。
- 禁断介護 美園和花（5月28日、グローリークエスト）
- 映画観ながら、まったりしない? 女友達とカジュアルにネットミセックス 美園和花 宇流木さらら（5月28日、ダスッ!）
- 地味そうに見える文系女子がある日、ヤリサーの新歓コンパに来てしまった。見た目とは裏腹にお酒を飲むと物凄いケダモノ肉食で朝まで10発中出しマラ喰いスプラッシュ大乱交 美園和花（6月4日、MOODYZ）
- 嫌いな義父に夜這いされて… 美園和花（6月4日、ワンズファクトリー）
- いじわるご奉仕 癒しの巨尻ソープ嬢 美園和花（6月4日、MARRION）
- 悪女エステ 男を狂わす色気を漂わせ1cm布越で擦り付け甘焦らしする美女にのめり込んでしまった僕は… 美園和花（6月4日、FunCity/妄想族）
- 「デカい尻しやがって! そんなに僕の顔を見たくないなら後ろから犯ってやる!」 大っ嫌いなキモ引きニートの義弟にコミュ障レ○プされた美人兄嫁 美園和花（6月4日、DEEP'S）[52]
- 上は制服 下は黒タイツ 永遠に見ていたい! スラリとした美脚、マンすじセンターシーム、ムレムレ足裏に思わず股間が熱くなる! 弥生みづき 美園和花 黒川すみれ Nia 木下ひまり 渚みつき 鈴木真夕（6月4日、DEEP'S）
- リンパマッサージでガマンできずに綺麗なおねえさんのカラダを強引に弄りまくってたら感じてるようだったのでダメ元でお願いしたらヤラせてくれたッ!! 7（6月7日、LEO）
- 強性相部屋NTR パワハラ女上司3人に一昼夜犯され続ける… 仕事ができないボクの精子を搾り取る中出し出張 胡桃さくら 美園和花 優梨まいな（6月11日、Million）
- 独身巨乳OL（推定Gカップ）高画素ペットカメラ盗撮【無防備日常・オナニー覗き・浮気SEX観察・夜這いイタズラ・脅迫レ×プ】（6月18日、OPPAI）
- もしも2人が交際したら…好きが溢れる1日になりました。 一緒にゴハン作ってシャワー浴びて朝まで抱き合って初めてのお泊りおうちデート 紗々原ゆり 美園和花（6月20日、凸凹はぁと）
- カフェ娘連鎖痴漢 7  営業中の店内でイキ堕ちた言いなり店員を利用する数珠つなぎ痴漢計画（6月20日、ナチュラルハイ）
- 美少女生徒は性活学科が落第点…! この学園では落第生は学校全体でサポート。ハメまくり潮吹きまくり補修SEX!!（6月20日、Hunter）
- 巨乳水泳部員 媚薬漬けレイプ合宿 美園和花 胡桃さくら 花柳杏奈（6月25日、REAL）
- 残業中、2人きりの社内で仕事に厳しいアラサー行き遅れピタパン女上司の無自覚デカ尻挑発に我慢できずヤング部下ち○ぽを即ハメ中出ししたら数年ぶりの膣挿入にたまらず即イキ潮射ま○こ化した。 美園和花（7月2日、LUNATICS）
- じんかくそうさ洗脳催眠 底辺中年配信おじさんが同じマンションの巨乳すぎる人妻に宣戦布告! 夏の催眠まつり編 美園和花（7月2日、山と空/妄想族）
- 痴女レズ & ニューハーフギャル ペニクリ性感開発エステサロン 美園和花 小鳥遊花音（7月2日、ワンズファクトリー）
- 登山女子御用達 山登り好きのソロハイカーばかり狙うマッサージ治療院（7月5日、ゲッツ!!）※「ワカさん」名義
- シコってるのがバレた僕の弱みにつけ込んで帰省中の従妹に毎晩ゼロ距離チ〇ポ視姦されてます… ASMRオナ指示淫語と射精カウントダウンでチ〇ポとプライドを弄ばれ何度もザーメン搾り取られる小アクマJOI同居生活 美園和花（7月9日、アリスJAPAN）
- 上はごっくん 下は潮だく 変態に仕上がった全身名器なセフレとラブホ2時間休憩コース 美園和花（7月9日、Million）
- 僕と彼女のNTR契約 美園和花（7月9日、K-Tribe）
- シリーズ累計15万DL!! 原作:サークルしまぱん 巨乳が二人いないと勃起しない夫のために友達を連れてきた妻2 究極の逆3Pハーレム同人続編を完全実写化!! おまけのバニーコスFUCKも特別収録!! 水川スミレ 美園和花（7月9日、マドンナ）
- 近所の欲求不満な発情妻に勃起●を飲まされて、いきなりしゃぶられて2回連続で発射させられて、中出しで筆おろしまでされてしまった僕。（7月11日、LEO）
- 声出したら中出し! 美少女孕ませきもだめし林間学校 2 七瀬アリス 北野未奈 松本いちか 響乃うた 藤森里穂 美園和花 倉本すみれ 新井リマ 弥生みづき（7月16日、本中）
- 黒パンストデカ尻女子の固定ディルド当てゲーム 利き竿イッポン勝負! 見事当てたら賞金100万円! 外せばその場でデカチン即ハメ! ディルドでイッた直後の敏感マ●コに彼氏より大きいチ●ポでハメられイキまくった思春期オ●コは中出しも拒めないのか!?（7月16日、はじめ企画）※「やよい」名義
- お尻が言うこと、聞かないんです。デカ尻に支配され、本能に抗えないムチムチお姉さんの誘惑。 美園和花（7月23日、ダスッ!）
- おチンチン舐めてあげるから恋人のフリしてっ! 早く結婚しろとうるさい両親を安心させるために超カワイイ同期女子の一日彼氏になったボク 美園和花（7月23日、ROYAL）
- 時間よ止まれ 時間停止の世界 女医とナースを献身的に病淫（びょういん）送りにするサイレント性交 弥生みづき 美園和花 沙月恵奈（7月23日、まるかあの/妄想族）
- 無差別にチ●ポ急襲! 連射するまで離してくれないすっぽんフェラ女 美園和花（7月25日、Materiall）
- レズらせいじり電車 友達同士の手マンでイキ漏らす2人組娘（7月25日、ナチュラルハイ）
- アナルのシワの数までハッキリわかる! スティックローター連続絶頂アナル見せオナニー2スティックローター連続絶頂アナル見せオナニー 2（7月25日、ナチュラルハイ）
- 「もう射精してるってばぁ」 痴女られっぱなしのダメチ○ポ！イッても終わらない至福の時間!! 何度出しても許してもらえないM男クン（7月27日、ビッグモーカル）
- 地味にエロい家事代行妻の肉感デカ尻に思わず即尺発射 気まずいと思いつつもまた押しかけてきたのでそのままデカチン即ハメ中出し（8月2日、ゲッツ!!）
- 一流体育大学併設 競泳アスリートばかりを狙うスポーツトレーナー整体治療院 19（8月6日、変態紳士倶楽部）
- 対面いじりと寸止めキスで焦らされ糸が引くほど舌を絡ませるレズキス発情娘（8月8日、ナチュラルハイ）
- トレーナーの子宮をエグるバックピストンにイキ堕ちして毎日寝取られに通う巨乳妻 美園和花（8月13日、ダスッ!）
- レズビアンドキュメント 余計なものはいらない。ただ目の前の女の子と一心不乱に交わる 二葉エマ 美園和花（8月13日、ビビアン）
- スぺレズザーメンごっくん特化 ガチにごっくん大好きな二人が思う存分、飲みまくり 美園和花 有加里ののか（8月13日、ROOKIE）
- 一般男女モニタリングAV 特設マジックミラー部屋でラブラブ大学生カップルが男女に別れてAV女優 & 男優の凄テクイキ我慢に挑戦!! ごっくん世界記録保持者・美園和花 × 素人男子大学生（彼氏）/（彼女）素人女子大生 × デカチン激ピストン男優 編（8月20日、DEEP'S）
- W爆乳コスプレイヤーの極上ハーレム3P肉欲昇天ファック!! 宝田もなみ 美園和花（8月29日、MONSTERS）
- 誰とでもフレンドリーな美園和花の本領発揮! 個室ビデオ店の入り口で! 風俗通りの路地裏で! 射精する気マンマンち●ぽの精子を横取る! 舐めじゃくりバキュームフェラスカウト即尺ごっくん（9月3日、MOODYZ）
- 僕たちこんなに相性が良かったなんて… 気持ち良過ぎてずっと挿入しっぱなし。彼氏と彼女に内緒で繋がり合った幼馴染との3日間 美園和花（9月3日、BeFree）
- 精飲! 発情! 絶叫してイキ狂うケダモノ交尾の女 獣に逆進化する自分を研究する理系女子大生 美園和花（9月3日、Fitch）
- 【ミニスカセクハラ】パンチラ挑発で残業若手ち○ぽを勃起させ何度もケツヌキするパッツンデカ尻人妻女上司 美園和花（9月3日、スモークフィルムズ/妄想族）
- ハーレム乳擦り介助で30発吐精パイズリ看護してくれるトリプル巨乳ナース中出し病棟 宍戸里帆 弥生みづき 美園和花（9月3日、MOODYZ）
- 債務者おま●こ返済中出しレ×プ撮影（9月3日、変態紳士倶楽部）
- 常夏沖縄でなんだか開放的な気分!! 水着のままでOK!! Vラインギリギリマッサージで困惑!? 2（9月6日、LEO）
- 新・世界一ザーメンを大量に発射する男の超ぶっかけSEX 美園和花（9月10日、ROOKIE）
- エステ専門学校のオープンキャンパスに行ったら男はボク1人! 体験実習がまさかのタオル1枚で女子の体を触りまくり! ボクの股間は触られまくりでフル勃起!（9月10日、Hunter）
- 貧乳嫁にも頼まれて拒めず乳貸しパイズリ 他人チ○ポの熱に興奮した巨乳ナースが本気の唾液パイズリしてくれた（9月12日、ナチュラルハイ）
- 喉エグりえずき汁まみれパイズリ精液処理ごっくんイラマチオ秘書 美園和花（9月17日、MOODYZ）
- デカパイ痴女のコスプレ淫語責め 美園和花（9月17日、グローリークエスト）
- MOODYZファン感謝祭バコバコバスツアー2024完全版 バコバス7時間50分 + うらバコ4時間 + 未公開シーン収録13時間（9月17日、MOODYZ）
- 少子化問題はこれで解決?! 種付け民●委員のお仕事 美園和花（9月24日、K-Tribe）
- 「誰か来たら私の人生終わっちゃうけど、気持ち良すぎてもう…」という心の声が聞こえる僕は、高圧的な女上司だけど、中身は破滅願望しかない巨乳美女をいつバレてもおかしくない場所でハメまくってやった。 美園和花（9月24日、ROYAL）
- 淫語で犯す自画撮り着衣W痴女 アメイジング（9月24日、ミル）
- 女体フェチ図鑑 7 完全全裸60人（9月24日、グローリークエスト）
- 【実写版】爆乳地雷 原作 / ヌルネバーランド 高瀬りな × 美園和花（9月26日、SODクリエイト）
- 残業中、2人きりの社内で欲求不満を隠せないデカ尻人妻女上司に黒パンスト直穿きノーパン挑発されコンプラ違反勃起したら鬼焦らし空気イス1cm挿入で中出し射精管理された。 美園和花（10月1日、LUNATICS）
- W聖水メイドハーレム美少女のおしっこゴクゴク飲尿ビチャビチャぶっかけ聖水カフェ 響乃うた 美園和花（10月1日、MOODYZ）
- 憑依炎上ネキ。全裸自転車でコンビニ乗り込んで、大暴れ。他人の身体だからやりたいこと全部やっちゃえSP 美園和花（10月8日、Hsoda）
- 【レズ × ASMR × 主観】 没入感と臨場感MAXの究極の小悪魔ASMR脳イキレズサークル 天馬ゆい 倉本すみれ 美園和花（10月8日、ビビアン）
- フェラチオして、パイズリして、またフェラチオ。何度発射しても極上のオクチとおっぱいで搾り取る都合もカラダもイイ巨乳GALセフレ（10月8日、BAZOOKA）
- 素股プレイでハプニング!! 姉がセックスの伝授中にガマン出来ずにヌルンと挿入!! 5（10月10日、LEO）
- Red Dragon 美園和花（10月15日、ゴールド/妄想族）
- ドSな女上司と1日中おしっこ飲まされお漏らしデート! 全部飲めたらご褒美スプラッシュ中出し! 美園和花（10月15日、グローリークエスト）
- 人気セクシー女優をアプリでエロい飲み会に派遣してハーレム合コン中出しnight 松本いちか 倉本すみれ 美園和花（10月15日、本中）
- ぼくはエロゲで負かした言いなり巨乳妹に卑猥コス着させおっぱい攻略し生ハメ無双（10月15日、OPPAI）
- ぷりんぷりんGカップ美女がハマる性感ぬるぬる絶頂オイルマッサージ美園和花（10月16日、MAXING）
- お漏らしマラ看護 病院内にはびこる異常な性奉仕の餌食となった新人ナースがキチガイ患者の激ピスで潮が止まらなくなるほど犯╳れるまで 美園和花（10月22日、REAL）
- 「おちんちん大きくしちゃってごめんね」 さっき射精したばっかだからもう勃たないだろうと一緒に露天風呂に入ったらセフレの身体が余りにエロすぎてさっきよりバキバキにフル勃起! 隣部屋にバレないようこっそりハメ撮るつもりが喘ぎ声だだ漏れ中出しセックスしちゃいました（10月25日、赤面女子）
- W爆乳コスプレイヤーの真正中出し4P肉乱ファック!! 宝田もなみ 美園和花（10月31日、MONSTERS）
- 「唾液でトロトロにしてアゲる」 女神のベロチュウに溺れイキ! 涎ベトベト全身リップ濃厚キスキス連続中出しソープランド 美園和花（11月5日、MOODYZ）
- 「もうイッてるってばぁ!」状態で何度も中出し! 美園和花（11月5日、ワンズファクトリー）
- 社内凌辱盗撮調教 深夜残業中にレイプされたのを、たまたま盗撮されていた巨乳OLが盗撮犯にセカンドレイプされ次第に社内セックスに溺れていく日常 美園和花（11月5日、アタッカーズ）
- 入院生活が長すぎて無防備な新人ナースのぱつぱつスケパン尻で毎日勃起してしまう僕 9（11月7日、LEO）
- 僕の妻が僕の女友達にネトラレるわけがない。 寝取らせレズ不倫 美園和花 松本梨穂（11月12日、ダスッ!）
- 聖水痴女レズビアン 美女がおしっこビチャビチャぶっかけイカセあうトリプルレズSEX! 美園和花 響乃うた 浜崎真緒（11月12日、ビビアン）
- DAS1 GIRLS MEMORIES 美園和花 1st BEST（11月12日、ダスッ!）※単体ベスト
- 元ヤリマンと噂の美人ギャルママが男性教師を喰いたいが為にノーパンノーブラ来校!! 保護者面談中に胸とマ〇コを何度もチラつかせてチ〇コをフル勃起させたあげく「このままアタシと生でSEXしない…?」とクソビッチな誘惑をしてきた!（11月12日、SCOOP）
- 誘われ待ちがエロずるすぎるノーブラ巨乳叔母に生中出しさせられた!! 美園和花（11月19日、VENUS）
- 涙のノンストップ激イカせSEX 45 美園和花（11月26日、セレブの友）
- 深夜のフライト爆乳デカ尻キャビンアテンダント跨りハーレム中出し旅行 美園和花 田中ねね 有岡みう（11月26日、本中）
- ヤリマン大学生だらけの会員制ヤリサー 凄テクの射精管理で入会希望者のおチ〇ポをイジメ抜くハーレム新歓合宿 胡桃さくら 末広純 美園和花（11月26日、Million）
- 爆乳絶頂ソープ ヌルヌル柔乳でおっぱいマッサージ! 4人の激カワ泡姫（11月26日、ブラックドッグ/妄想族）
- 同人AV フォロワー20万人超え 元アイドルの美人レイヤーと秘密の撮影会!!（11月26日、ブラックドッグ/妄想族）
- 時間よ止まれ 時間停止の世界 VS 美園和花（12月24日、まるかあの/妄想族）[53]
- イカセゲーム 俺のため大嫌いな男たちにイカされる巨乳彼女 美園和花 弥生みづき 五十嵐美月 幾野まち（12月24日、ダスッ!）
- 脱出・おひとりさまクリスマス!恋愛ナマ大乱交リアリティーショー 無制限射精中出しパーティー!! 末広純 弥生みづき 流川莉央 琴音華 美園和花（12月24日、本中）
- 本中’24 夏の大共演 完全版! 大感謝8時間 特別プライス!! 七瀬アリス 松本いちか 北野未奈 美園和花 美谷朱里 弥生みづき 響乃うた 新井リマ 倉本すみれ 藤森里穂（12月24日、本中）
- 「私のアウフグースを堪能ください。」 サウナで挿入されても汗だくで平然とタオルで仰ぎ続ける女性熱波師（12月26日、SHIGEKI）※「美園さん」名義
- 一人暮らしを始めたばかりの弟に美巨乳姉が最高な筆おろし（12月27日、TMA）※「わか」名義

- 「僕、結婚するんだよね」 そうなんだ…じゃあ今夜は君を寝かさないから… 12年ぶりに元カノと朝陽が昇るまで中出ししまくった結婚前夜の僕。 美園和花（1月7日、アタッカーズ）
- 隣人の美脚エステティシャン妻が経営する自宅サロンでムレムレパンスト挑発されハミチン勃起したら神業足コキテクで何度もサービスぶっかけ射精させられた。 美園和花（1月7日、LUNATICS）
- FANZA同人コミック21万DL越えの大ヒット作品! 実写版! 男友達のような俺の幼馴染が、ヤリチンによってメスにさせられる話。 由良かな 美園和花（1月7日、Fitch）
- 「子供のお迎えの時間まで抱いて…」 マッチングした子持ち巨乳妻は自宅へセフレを連れ込み性欲発散するビッチワイフだった。 人妻：わかさん。（1月7日、ナンパJAPAN）※「わかさん」名義
- 迷い込んだ先は極上の遊郭… 魔性のささやきと舐め吸いでとことん焦らす極乳ハーレム遊廓 美園和花 胡桃さくら 新井リマ（1月14日、Million）
- 今からこの大家族全員レイプします ○区白金○ 美園和花 翔田千里 柏木こなつ 木下ひまり 由良かな 沙月恵奈（1月14日、REAL）
- ケツ穴のシワまで丸見えにして、アナタだけに見せつけるオナニーで激イキする15人の女たち! vol.4（1月14日、セレブの友）
- 内見の同行で来た不動産OLがノーブラノーパン?! 隠し切れない巨乳を見せつけ密着誘惑して来て童貞チ○ポはフル勃起!! 我慢できずに賃貸契約ナマナカSEX!!!（1月14日、SCOOP）
- SEXのハードルが低すぎる世界線! 2 目の前で当たり前のようにSEX! 朝の挨拶からSEX! 授業中もSEX! 休み時間も放課後もとにかくオープンSEX!（1月14日、Hsoda）
- ナンパしたエロかわ巨乳美女が生意気すぎる絶倫痴女でエロマンガみたいに搾精されてしまった 美園和花（1月16日、MAXING）
- 受身な男性様ご優待 女性主導 性感サービス オイルM性感 温泉洗体エステ 逆夜這い性感（1月28日、まるかあの/妄想族）
- 誇り高き美人女捜査官 絶体絶命（1月28日、ブラックドッグ/妄想族）
- 実写版 スーパーチートミッション～そのエロミッションは必ず達成できる～ 常識改変の傑作シリーズ総販売数100,000部越え（2月4日、MOODYZ）
- 出会って速攻、痴女られ続けるハーレム逆3P中出しセックス! 弥生みづき 美園和花（2月18日、MOODYZ）[54]
- 舐め痴女ナース 前後左右に完全包囲ベロ串刺しノンストップトリプル舐めハーレム 美園和花 末広純 一条みお（2月18日、MOODYZ）
- 秘密の中出し学園祭 エッチな願いが叶う魔法のステッキでクラスでぼっちの僕が可愛い美少女10人のマ●コ・ア●ル丸見せ大乱交スペシャル!! 東條なつ 倉本すみれ 虹村ゆみ 香水じゅん 沙月恵奈 柏木こなつ 春陽モカ 美園和花 弥生みづき 松本いちか 大槻ひびき（2月18日、MOODYZ）
- 美園和花 240分 ULTIMATE COMPLETE BEST（2月25日、Million）※単体ベスト
- 痴女ハーレム聖水泳部 スレンダー同級生 & 巨乳先輩の体液と快楽に溺れる最幸学園生活 白石もも 美園和花 弥生みづき 沙月恵奈（2月25日、Hunter）
- 『お願い! 今日は中に出して!』 欲求不満妻が旦那がいない60分に思いを懸けた情熱的不倫FUCK（2月25日、Hunter）
- ドM気質な2人の義妹のお口で無理やり喉奥ハードピストンイラマチオ練習していたらパンツビショ濡れ状態! 喉奥射精直後「今のもっとして!」とチ○ポを離しません!（2月25日、Hunter）
- 美園和花 4時間 SUPER BEST（3月4日、BeFree）※単体ベスト
- マッサージ師のなすがまま、カーテン越しに上から下まで弄られまくりの人妻たち!! 声を殺して、鼻息も荒くオイルで火照ったカラダをふるわせ旦那にバレずにイキ放題っ!! 久々の中出しに子宮は切なく痺れ、たっぷり染み込む他人種がメスの性を目覚めさせるっ!! 7（3月7日、LEO）
- S級熟女コンプリートファイル 美園和花 6時間（3月11日、VENUS）※単体ベスト
- マジックミラーNTRエステ 隣で美乳スレンダーな彼女が寝取られているのに、僕は巨乳お姉さんの凄テクに抗えず、生中セックスしてしまった。 月野かすみ 美園和花（3月11日、Hsoda）
- 裏オプで生ナカを許すと噂の出張トレーナー!! 尻コキ素股でチ●ポをフル勃起させエクササイズと称した激ピスで膣内射精を求めてきた!!（3月11日、SCOOP）
- 修学旅行中ボクの勃起ビーチクに気づいた陽キャ女子に囲まれ挟まれず～っと乳首をこねこね! くりくり! さすさす! ぎゅいん! 同時責め射精され続けた1泊2日 美園和花 沙月恵奈（3月18日、MOODYZ）
- MOODYZファン感謝祭 バコバコバスツアー2025 素人17名とAV女優17名の1泊2日大乱交 新世代AVオールスター覚醒!（3月18日、MOODYZ）
- 兄嫁と中出ししまくった数日間 美園和花（3月25日、タカラ映像）
- 全身性感メンズエステクラブ（3月25日、まるかあの/妄想族）
- 実写版 ぼくの下宿性活について2 ふたりのお姉さんと生ハメ快楽漬けの日々 シリーズ累計9万部超え 原作ユズハ（4月1日、MOODYZ）
- 【完まく】濃厚精子ごっくんだいすき 美園和花の毎日ザーメン健康生活【ちょめめ】（4月8日、Hsoda）
- 突きたて!! 王様げぇむ 実写版 倉本すみれ 美園和花 姫野らん（4月8日、ダスッ!）
- 配達先の巨乳人妻を玄関先で即レ×プ 無理やり飲まされた媚薬で痙攣しながら何度も絶叫イキ 足腰ガクガクで潮を吹き、えずき汁を垂れ流す人妻たちに連続中出しをキメまくる!!（4月8日、REAL）
- 街中で色気ムンムンの汗だくジョギング女子にバッタリ! ガン見したら逆に誘惑され、女の部屋へと! その女は鍛え抜かれた下半身による騎乗位で精子を何度も貪るように搾り取るド痴女だった!!（4月8日、SCOOP）
- 『生理前だから誰でもいい! エッチしたい… ※心の声』 クラスメイト女子のビッチな心の声が聞こえる様になったボクはレベル高め女子たちを抱ける様になった!（4月8日、Hunter）
- 本物全裸素人 セクシーヌードポーズファイル 4（4月8日、S級素人）
- 【3.1次元】AI異世界風俗 エルフ限定風俗の館へようこそ @Faerina (ファエリナ)（4月10日、BOTAN）※「@Faerina (ファエリナ)」名義、配信版は2025年3月7日リリース。
- ここで撮影した写真を貼れば絶対合格するというピストンバイブ証明写真ボックス リクルートスーツの女子大生がどんなに突かれても笑顔をキープ（4月10日、SHIGEKI）
- MOODYZファン感謝祭 うらバコバコバスツアー2025 補欠者救済? サンバDEカーニバル!!! 美園和花 弥生みづき 椿りか 新村あかり（4月15日、MOODYZ）
- 時間よ止まれ 時間停止の世界 VS 弥生みづき 椿りか 沙月恵奈 小那海あや 美園和花（4月22日、まるかあの/妄想族）
- 【3.1次元】AI尋問捜査官 搾精尋問 @久世ミコト（5月8日、BOTAN）※「@久世ミコト」名義、配信版は4月4日リリース。
- 本人VSAI ハーレム痴女近未来AI共演潮潮スプラッシュ!! 美園和花 & AI美園和花（5月20日、MOODYZ）
- カップルエステ盗撮NTR 彼氏が寝ている隣で絶頂させられたワタシ。（レズプレイあり）わかさん（5月20日、溜池ゴロー）※「わかさん」名義
- 露出天国 太陽を浴びながら解放SEX（5月23日、ワルキューレ）
- まるまる! 美園和花（5月27日、なでしこ）※単体ベスト
- 隠れ巨乳のお嬢様をマゾツボ責めしたら白目剥き泡拭き失神 & 痙攣イキ狂い!（5月27日、ブラックドッグ/妄想族）
- 同人AV 巨乳ガチオタレイヤー上手くハメてまんまとエロ撮影!!（5月27日、ブラックドッグ/妄想族）
- 遠距離の彼女がいるのに居心地の良い女友達と酔った勢いでキスして彼女の存在を忘れるぐらい本気で求め合った。 美園和花（6月3日、アタッカーズ）
- 究極のデカ尻! 美園和花BEST 36射精! 8時間（6月3日、LUNATICS）※単体ベスト
- 【抜き特化】甘ジェラ淫語実況NTR【貴方に喋りかける下品超乳妻】 美園和花（6月10日、ダスッ!）
- 12脚のイスにピストンバイブを仕掛け合う究極の心理戦ピストンバイブイスゲーム 完全版 美園和花 弥生みづき 流川莉央 末広純（6月12日、SHIGEKI）※配信版は5月26日リリース。
- 欲求不満の人妻が金銭と性欲を満たす アナル丸見え卑猥施術で精子を金玉の底の底から吐き出させる出張デカ尻エステ中出しフルコース 美園和花（6月17日、MOODYZ）
- 息子の彼女が顔もカラダもドストライク過ぎて勃起が収まらない。 美園和花（7月1日、アタッカーズ）
- 極上ボディと魔性テクで連続でザーメン射精させちゃう超淫乱高級サキュバスデリヘル (MDBK-380)（7月8日、BAZOOKA）※「WAKA」名義
- ふたりで最強。恋なんて作られた愛だと思ったのに、全てを捨てるほど愛し合う純愛レズSEX 美園和花 末広純（7月8日、ダスッ!）
- パワハラする部下に女上司が激怒! 聖水クンニでご奉仕させられ続けたボク 美園和花（7月15日、MOODYZ）
- 声出したら中出し! 美少女孕ませきもだめし林間学校 3 東條なつ 倉本すみれ 虹村ゆみ 香水じゅん 沙月恵奈 柏木こなつ 春陽モカ 美園和花 弥生みづき 松本いちか 大槻ひびき（7月15日、本中）
- 私たちを誰も知らないこの場所で、全てを忘れて朝まで無制限に射精しまくる、ハメまくり温泉旅行。 美園和花（8月5日、アタッカーズ）
- ヌキなし健全店の裏側で生ハメ中出しを求める発情セラピスト 南麻布某高級メンズエステ盗撮 (STOL-123)（8月5日、変態紳士倶楽部）※「デカ尻 & Gカップ 姫乃嬢」名義
- CYBERFUCK BLACK GAL 放電に輝く童貞精子（チェリースペルマ） 美園和花（8月12日、ダスッ!）
- After Dragon 底なし性欲で翌朝までヤリまくるゴム無し種付け性交 丸ごと3作品収録!（8月12日、ゴールド/妄想族）
- 唾液と体臭が超～クサイ大嫌いなオヤジ上司のスメハラ被害にあった私が媚薬漬けでどこでも唾液ほしがるメスに改造された話 美園和花（8月19日、MOODYZ）
- 池袋のハロウィンで見つけたパリピが挑戦! 巨乳の彼女が何をされても我慢できれば100万円ノーリアクションゲーム!（8月21日、SHIGEKI）※「美巨乳ウルフちゃん」名義

### アダルトVR
- 水中VR 水泳部のコーチになって水泳部員にセクハラし放題VR（5月15日、SODクリエイト）
- 透明人間になって瞬間移動! 野外・更衣室・プール・水中・部屋… 水泳部Fカップ制服女子の日常をバレずに超密着いたずらストーキング&中出しセックス!（5月18日、SODクリエイト）

- べろを見続けるVR 3（8月3日、KMPVR）
- お尻を近くで見続けるVR 2（8月10日、KMPVR）
- エッチをしてみたい純朴な巨乳J○のセックスの練習台になった飯ウマ体験（8月16日、KMPVR-bibi-）
- 新開発 超精細カメラ撮影 隠れM女の緊縛調教（8月23日、CASANOVA）
- 排卵日にしか性交しない書店で働く地味な巨乳娘と危険日に何度も種付けSEX（8月28日、KMPVR）
- クンニVR 3（9月6日、KMPVR）
- リアル悪徳エステ体験! 一般客に媚薬を飲ませ高級オイルマッサージで感度覚醒! コリをほぐすだけとグチョグチョに興奮したマ●コを刺激して痙攣するまで生中出し! 5（9月11日、SCOOP VR）
- 生汗だくだくの本気汁が交わる最高の性交 都内某所で話題の濃密スポコスデリヘル（9月12日、KMPVR-bibi-）[55]
- 巨乳を揉んで楽しむVR（9月14日、KMPVR）
- 新開発!超精細カメラ撮影 童貞の僕にパンチラを見せつけて挑発してくる幼馴染 (9月27日、CASANOVA)
- 腋と乳と美園和花と (12月10日、KMPVR)

- ムチムチ恵体彼女と部屋にこもって何度も繰り返すベロキスと即抜きフェラとマ○コがピチャピチャやらしい音を奏でる濡れまくり対面座位と顔がハミ出しにくい覆いかぶさり騎乗位とバックと超・覆いかぶさり正常位で計5発【口内発射/ゴム中出し/生中出し】（1月28日、アリスJAPAN）
- 寝取られVR 俺の会社の最低最悪な上司と同僚に無理矢理ヤラれる妊娠中の嫁（1月28日、ちんちんVR）
- 肉感ボディーでタップリご奉仕!超高級マッサージ店のW爆乳中出しフルコース!! 宝田もなみ 美園和花（2月28日、KMPVR）
- 混沌の街でエロく輝く伝説の不夜城が日本上陸!! 業界激震レベルの無敵キャストが集う史上最高のSexy Bar 稲場るか 美園和花 今井夏帆（3月25日、KMPVR-bibi-）
- 田舎に転校した僕の居候先の爆乳姉妹（人妻）がドスケベ過ぎて困る 美園和花 中村知恵（4月10日、マドンナ）
- 制服が似合い過ぎる神待ち家出少女を逃げないように拘束して従順になるまで調教するVR（4月17日、アタッカーズ）
- HQVRで帰ってきた! 完全再現度アップ! リアル過ぎる制服見学店 マジックミラー越しに至近距離でパンチラ・胸チラ・疑似フェラ＆セックスをガン見!! 美園和花 奏音かのん 稲場るか 逢見リカ 佐知子 永瀬ゆい 早美れむ 久留木玲 深田えいみ（4月17日、kawaii*）
- HQ超高画質! 病院勤務中に来宅した巨乳ナースが僕に優しく射精看護! ベロキス/耳舐め/おっぱい舐め/白パンスト足コキ/濃厚フェラ! 溜まり切った精子全部出し切るまで何度も膣内射精させられた!（4月21日、V&R PRODUCE）
- 親友の彼女が勉強中にまさかの大胆誘惑!? 彼氏の側で超ドッキドキ中出しVR!（4月29日、CRYSTAL VR）
- JOI 天井特化アングルVR（5月10日、KMPVR）
- HQVRで覗きまくる!! 神出鬼没の超淫乱ゲリライベント スケスケのセーラー服でおっぱいポロン＆マンモロ! マジックミラー越しに制服美少女と疑似セックス 深田えいみ 久留木玲 早美れむ 永瀬ゆい 逢見リカ 稲場るか 奏音かのん 美園和花 佐知子（5月14日、kawaii*）
- WパイパンW爆乳の後輩にたっぷり朝まで痴女られヌキヌキ 美園和花 稲場るか（7月17日、KMPVR-彩-）
- 覆いかぶさりスパイダーキスVR 騎乗位で感じながらキスをねだる女たち（7月27日、SODクリエイト）
- 美園和花 コンプリート SPECIAL BEST（8月25日、KMPVR-bibi-）※単体ベスト
- 巨乳女体化VR（9月17日、KMPVR）
- カリ首3cmがトロトロに荒ぶる絶頂中毒 脳の隅々が叫び出す亀頭責めCLUB（9月24日、KMPVR）
- 黒パンスト角オナ（10月21日、KMPVR）
- WSS（私の方が先に好きだったのに!!）抜け駆け禁止! 3人は運命共同体! 恋のトライアングル密着フォーメーション逆3P 美園和花 宇流木さら（11月19日、kawaii*）
- 超スぺレズ VR スケベすぎる痴女エステティシャンが精子をレズ口移し 深田結梨 美園和花（12月2日、ROOKIE）
- 女尻オナニーVR（12月21日、KMPVR）
- 一か月洗ってない臭いチ○ポでピンサロ行ってみたw都内優良店の顔◎、スタイル◎、サービス◎の嬢たちが、俺のドブ臭チ○ポを涙目で我慢しながらも一生懸命しゃぶる姿がエロ過ぎて草www（12月31日、SODクリエイト）

- 宅配ソープVR 初々しさ全開の美園和花ちゃんが自慢のむっちりボディで神乳神尻ご奉仕プレイ!（1月28日、SODクリエイト）
- ビクビクしたら速攻OUT必要以上に何度も快楽射精に導く爆乳エステ（3月9日、KMPVR-bibi-）
- パチンカス女 借金返済レイプ（4月14日、KMPVR）
- 姉の胸チラ（4月22日、TMA）
- 快感を得るために完全調教された僕のオナホメイド（5月1日、AverVR）
- 縛られドマゾ ～非日常的なプレイで犯され続けたい変態女子～（5月21日、CASANOVA）
- オレの彼女は元人気No.1風俗嬢!? 完璧なテクニックと究極のパイズリ 余裕で何度も射精させられる最高の毎日（5月27日、KMPVR）
- 教え子ギャル生徒2人がヤルことなくて担任の僕をからかい誘惑 おっぱいポロリ 教師失格ギンギン大勃起!! 理性ぶっ飛び、気付けば交互に種付けセックスVR 今井夏帆 美園和花（6月25日、E-BODY）
- 底なし性欲の絶倫ビッチギャルの最高すぎる神尻騎乗位SEX（7月7日、ROOKIE）
- ヨガり顔を近距離視姦! 吐息に悶える! 地面特化イカセVR（7月15日、KMPVR）
- 魔性の舌でね～っとり全身を舐め尽くす性欲Monster風俗（7月27日、KMPVR-bibi-）
- 私のフェラチオの舌遣い、手コキの指遣い、全部見て…（9月17日、KMPVR）
- 恥ずかしがり屋のお隣さんが僕だけにしてくれたアナル見せフルコースSEX（9月19日、KMPVR）
- 女子校生絶頂パンツ上オナニーVR（10月18日、KMPVR）
- マ●コにバイブを突っ込んだ状態でアヘ顔INしてくる神対応デリヘルがあるという都市伝説的な噂を聞いて呼んでみたら、200%射精間違いナシ!! のド淫乱ムッチリ嬢がやってきた!（12月24日、SCOOP）

- 優しくてなんでもしてくれる女の子に鼓膜から脳髄を侵食されるSEXUALマインドコントロール（1月7日、KMPVR）
- こんなに気持ちイイなんて!! 女体化乳首イキ体験VR（1月8日、KMPVR）
- シックスナインは、好きですか。（1月11日、KMPVR）
- トロけ顔に超接近!! 美女の涎まみれ絶頂観察VR（1月17日、KMPVR）
- 本日のMENU「マンぐり返しした美女のオモチャ責め連続アクメ」になります。（1月19日、KMPVR）
- 人生最高の童貞喪失。ずっとサレたかった兄の彼女の爆乳に包まれてボクは今も果てまくっています。（1月31日、SPICY VR）
- 全国で爆発的人気を誇る実店舗風俗店との夢のコラボ第4弾! すごいエステVR わかさん (22)（3月31日、KMPVR）
- 絶頂乳首開発VR（6月13日、KMPVR）
- オナサポ騎乗位VR（6月18日、KMPVR）
- ぐりぐりオナニーVR 射精管理ver（6月27日、KMPVR）
- 絡み合う濃厚接吻 ベロチュウVR（7月12日、KMPVR）
- 美女のTバック尻圧に血圧上昇! 究極顔騎VR（7月26日、KMPVR）
- 女の子のカラダで絶頂したい人へ（8月10日、KMPVR）
- ムチムチのヤリマンGALと密着密室! 逆ナンパ灼熱汗だく中出しカーセックス 美園和花（9月22日、SODクリエイト）
- 乳首をひたすらに責めあげる（9月27日、KMPVR）
- ヌル透けの女の子は好きですか?（9月30日、KMPVR）
- バイト先の先輩にあたる年下の関西弁巨乳ギャルが仕事の仕方から初セックスまで教えてくれた 美園和花（10月10日、KMPVR）
- Wギャル痴女 淫ボイス責め中出し強要 美園和花 星川まい（10月12日、P-BOX VR）
- オンライン授業ばかりでロクに大学に通えなかった妹二人を卒業旅行に連れてってあげた結果… 酔ったら超淫乱! おっぱい密着姉妹コンビネーション攻撃! 僕の童貞卒業旅行になりました。 美園和花 天野碧（10月18日、kawaii*）
- 「今日だけ泊めてくれない?」 肉感MAXの家出ギャルとの爆音ピストンFuck!! 美園和花（10月28日、KMPVR）
- 出張先の温泉旅館で酔っぱらうと痴女へと変わる爆乳上司4人が男湯に突入してきたッ! 有岡みう 塚田詩織 美園和花 吉根ゆりあ（12月29日、SODクリエイト）

- むちむちGカップ嬢の焦らし責めに射精我慢できたらナマ本番OKの早漏改善専門デリヘル 美園和花（2月28日、アリスJAPAN）
- ひとりぼっちでいたら、ビキニのお姉さんに声をかけられ 【水中で】こっそりエッチなイタズラをされた。～おかあさんと来たプールでの思い出～ 美園和花（3月16日、SODクリエイト）
- 「妊娠したら責任取ってくださいね」【ゴム有専門店】のソープランドで人気No.1 S級肉感爆乳泡姫に【こっそりゴムを外して無許可で大量中出し!】危険日早漏マ○コを生ち○ぽでガン突きしたら痙攣絶頂連発! 【口内射精・パイズリ挟射・中出し3発射】 美園和花（3月16日、こあらVR）
- 濡れたシャツから天使の贈り物のようなふわふわの神乳がこんにちわ。 美園和花（3月20日、KMPVR）
- チラリズムVR ～何気ない日常に存在する背徳感～（3月24日、KMPVR）
- メンズエステ店でむっちり肉感美爆乳のS級小悪魔エステ嬢に誘惑されて【おチ○ポ馬鹿になるまで一滴残らず搾り取られた!】 ザーメン10発射【手コキ・口内射精・尻コキ・足コキ・パイズリ挟射2発・中出し3発・顔射】 美園和花（3月30日、こあらVR）
- シン・パチンカス女 大当たり確変逆レイプ 美園和花（4月9日、KMPVR）
- 手袋に包まれて射精する快感。【手袋フェチ手コキ特化VR】14人完全撮りおろし（5月1日、こあらVR）
- VRぜったい絶望連続射精 恋人とプレイで拘束され、そのまま放置されてたら、恋人の姉・母ナマ中だしセックス!! エロい恋人の家族たちと拘束ハーレム連続中出し射精!!!!! 横宮七海 美園和花 春菜はな（7月24日、SODクリエイト）
- 旅行帰りHcup神乳S級肉感BODYの彼女が狭い車内で濃厚オネダリ誘惑! 敏感すぎてイキまくる早漏桃色ま○こから【ハメ潮＆潮吹きスプラッシュ!】【挟射・中出し4発・顔射】炎天下汗だくカーセックス 美園和花（7月29日、こあらVR）
- 全く私に勃たなくなってしまった旦那をどうしても勃起させたくて、巨乳の友達2人とハーレムした件。 花柳杏奈 美園和花 香椎佳穂（10月12日、SODクリエイト）
- 前後上下… 縦横無尽に動く圧巻の騎乗位 優しく語りかける和花さんのお姉さん感にもうメロメロ とある日の午後… ボクは姉の友人にキスで心を奪われた 美園和花（12月30日、CRYSTAL VR）

- アナタは‘お姉ちゃん’じゃありません! 親の再婚で同居することになった義姉（和花さん）のダラシナイ無防備なむっちりエロ尻にムラムラ抑えきれずバック中出し 美園和花（1月22日、kawaii*）
- 極M HEALTH 美園和花（1月22日、KMPVR-bibi-）
- えっソープ部…? 押しに弱いボクは巨乳誘惑に負けて… 毎日ローションまみれでおっぱい密着二輪車プレイで実験台に… 最高の大学デビュー体験 美園和花 堀北実来（2月15日、kawaii*）
- 営業後のホテルにて… 濃いパイズリを。見た目からは想像できないすんごいテクでイカされ続ける仕事の成功も性交も非常に長けた地味部下 美園和花（2月26日、KMPVR-彩-）
- 教師を辞めたいボクが思い留まるほどのW慰安パイズリ 柔らか巨乳の理事長と校長から頑張りを褒められ、評価され、期待される360°称賛の包囲網 有岡みう 美園和花（3月25日、KMPVR-彩-）
- 【手コキカラオケVR】 歌唱中に乳首舐め手コキで責められまくり! 込み上げる射精欲に耐えて90点以上出せたら生ハメボーナスタイム突入ここぞとばかり激ピス連続中出し精子枯れるまで射精しまくった 美園和花（4月30日、アリスJAPAN）
- 進化し続ける猥褻ボディ 美園和花1000分OVERノーカットBEST（5月2日、KMPVR）※単体ベスト
- 8K VR! 昭和・平成・令和世代すべて楽しめる煩悩風俗ビルが存在した!! 美園和花 浜崎真緒 さつき芽衣 沙月恵奈（5月17日、KMPVR-bibi-）
- いつも超塩対応なのにGカップの乳首刺激されるとスケベスイッチON!! イチャラブモードで何度も中出し欲しがる僕のツンデレ彼女 美園和花 【8K】（6月5日、P-BOX VR）
- 超ハーレム ヤリマン総合病院治療必須の僕に襲いかかる24時間たらい回しの30発射 ～夢か現実か風俗か病院かはたまた天国か～ 美園和花 尾崎えりか 有岡みう 優梨まいな（6月10日、KMPVR-彩-）
- 「もう浮気なんてしないよね…?」 わからせ凄フェラ管理 美園和花（7月3日、KMPVR）
- 人気過ぎて予約不可能!! Gカップ巨乳お姉さんが超至近距離で優しく責めてくれる三ツ星エステサロン 美園和花 【8K】（7月10日、P-BOX VR）
- フェラ顔 8K ノーモザ デカチンディルド しゃぶりつくしコレクション VR（7月10日、P-BOX VR）
- ようこそ! 中出し射精サークルへ 男は僕1人だけ!? 本中学園８人の女子に抜かれまくるハーレム中出し夏合宿【8KVR】 七瀬アリス 松本いちか 北野未奈 美園和花 倉本すみれ 響乃うた 弥生みづき 藤森里穂（7月11日、本中）
- 2年続いた関係に終わりを告げた巨乳セフレと感情昂るラストSEX 美園和花（7月20日、KMPVR-彩-）
- 先生の黒パンストだけが心の拠り所。散々イジメを受けた放課後。決まって職員室に残り、心と身体の指導をしてくれる最高の担任。 美園和花（8月30日、KMPVR-彩-）
- 会社の飲み会で終電逃して女上司の家に泊まらせてくれたのだが、僕が早漏だとバレたら朝まで強制射精させられた! 美園和花（9月2日、SODクリエイト）
- 声も出せずに、成すすべなく、搾精される。美人で巨乳な変態ナースから夜な夜な弄ばれる入淫性活 美園和花（9月13日、KMPVR-彩-）
- 太客には特別な生ハメ性交とパイズリしごきの超絶搾精サービスを… 本場関西ちょんの間の巨乳大当たり嬢 美園和花（9月20日、KMPVR-bibi-）
- ぷるぷる爆乳J〇のち〇ぽシェア女子会 ボクにできた彼女もその友達も全員爆乳!! いつでもどこでも抜かれまくる爆抜きハーレム 椿りか 美園和花 弥生みづき（10月4日、KMPVR-彩-）
- 美女8人のケツ穴くぱぁ～を近距離ガン見VR 5（10月9日、P-BOX VR）
- 豪華客船裏カジノドリーム 人生逆転巨乳バニー中出しハーレム 美園和花 百永さりな 流川莉央（10月31日、TMA）
- 時間停止ワールド ～女子社員大パニック～ OLたちは犯されていることを知らない… サイレント支配。（11月28日、SODクリエイト）
- 付き合って初めてのお泊り旅行でお化けが出ると噂のおんぼろ旅館に泊まったらハプニング続出! 2人の距離は急接近! ドキドキ生中出しSEX!! 美園和花（12月6日、DOC）

- これぞ8K! 美乳とデカ尻と濡れ髪でボクを甘やかしてくれる ’性欲強めなカノジョ’と同棲生活 美園和花（1月22日、KMPVR）
- 風俗激戦区池袋にニューオープン!! うさぎは年中発情期?! 舐めて吸って揉みまくれ! 巨乳おっパブ専門店! 裏オプ黙認で推しパイ花びら回転! 抜きまくりヤリまくりの生本番!（1月31日、TMA）
- あなたは美園和花の騎乗位に耐えられますか?（2月5日、KMPVR）
- 竿搾り 泥酔して朝までチ●コシゴかれる（悪）夢のようなワンナイト美園和花（2月5日、P-BOX VR）
- 後輩陸上部員に秘伝の先っぽ1cmケツ肉プルプル下半身強化メニューでズボっと生挿入! 杭打ちピストン騎乗位でおま〇こ決壊エンドレス潮吹き 美園和花（2月7日、DOC）
- モテないボクに訪れたミラクル!! 禁断の儀式をしたらまさかの巨乳サキュバス5姉妹召喚!! 1vs5のヤリまくり無限∞射精ハーレム新婚生活 新井リマ 胡桃さくら 椿りか 百永さりな 美園和花（2月21日、KMPVR-彩-）
- 耳トランス 新感覚ヌルグチョトリップをG-cupとともに 美園和花（3月5日、P-BOX VR）
- 見つめられながら 顔面舐め回し! 巨乳密着! 圧迫顔騎! 美女8人の極上ご奉仕施術!! 癒やしの濃厚フェイシャルエステ（4月16日、P-BOX VR）
- 鬼ハイレグ!! エグい食い込み眼前接近オナニー（6月4日、P-BOX VR）
- 美女8人のHな舌で顔がふやけるまで舐め回されるご褒美VR（6月11日、P-BOX VR）
- 同窓会で帰省した幼馴染10人が僕とお見合い大作戦! ～女だらけの田舎村で僕1人を奪い合う超ハーレム中出し大乱交～ 東條なつ 倉本すみれ 虹村ゆみ 香水じゅん 松本いちか 弥生みづき 美園和花 春陽モカ 柏木こなつ 沙月恵奈（7月13日、本中）
- 全裸集団お見合いパーティー 女子だけ全裸。男の性欲減退を解消するために全裸縁談会が実施された世界。無事カップルが成立したら、中出し着床!! 美園和花 江戸川もなか 天野花乃 音羽美鈴 白浜美羽 久和原せいら（7月25日、MOODYZ）

### アダルト配信
- わかちゃん（1月12日、トランプ）
- おっぱいいっぱい揉まれたい3P希望の巨乳娘 美園和花 ～アレク & ライトIN ホテル～（2月13日、GIRL'S CH）※女性向け作品
- Hカップのド淫乱OL!! 乳首隠せない変態下着で今日も外回り!! 「直帰です♪」と上司に噓つき昼からSEXにノリノリ!! こぼれ落ちるHカップド迫力美巨乳を振るわせ持参オモチャでイキまくる美人OLの実態調査ww AV男優の電話帳 No.013 わか 保険会社営業のドスケベOL 豊満爆乳Hカップ エロ下着愛好家（2月14日、プレステージプレミアム）
- わかちゃん（2月17日、俺の素人）
- わか先生（2月23日、ゲリラ）
- カリギゅラfile.03_売春家族-ハルヲウル-ニッポンにこんな家族が存在した【カリギュラ：禁止されるほど試したくなる心理現象】『今のAVは偽りだらけ』▼親子ドンブリを武器とする“立ちんぼ母娘”の実態▼売春スポット「立ちんぼ銀座」に潜入…禁断のシステムとは▼娘。エロ神様が憑依する「SEXだけが生きがい」▼母。男を魅了する悪魔の四十路▼母と娘が織り成すチ○コとアナル同時責め▼家族とは一体…??身体を売る事で繋がる家族の絆（2月25日、ドキュメントTV）※「宮崎沙耶」名義 共演：宮崎由紀子、森林原人
- ちゅり（2月26日、シロウトHouse）
- みその（4月10日、ときわ映像）
- みその 2（4月20日、ときわ映像）
- あやめ (FFNN-069)（4月30日、令和素人伝説）
- わきゃ（5月7日、おっぱい先生）
- わか (PER-281)（5月23日、%OFF）
- みその（6月6日、%OFF）
- 目をつけていた気の強い親戚の巨乳の娘と禁断のSEXで大量顔射 美園和花 (sdz00007)（6月22日、ディレクターズ）
- みーちゃん（7月18日、シロウトさん）
- みその（7月25日、素人ホイホイ）
- ムチムチボディな女子大生が敏感マ〇コで何度も潮吹き☆何度もイキ果てる早漏娘がガチイキアクメww えみり（8月2日、黒船）
- わか (CKJ-282)（8月23日、ちちくりジョニー）
- 【プールナンパ2020】プールに舞い降りた色白爆乳ビッチギャル! 過去イチの巨チンに出会い大暴走!? 水着からこぼれるムッチムチの肉感ボディ!! ぶるんぶるん揺れる爆乳 & 爆尻を眺めてエンジョイ!! ガツガツと突き刺す度に押し寄せる快感と止まらないハメ潮!! 快楽のプールに溺れまくって一生に一度の夏の思い出作っちゃいました♪ わか 21歳 専門学生 (美容系)（8月23日、プレステージプレミアム）
- ラグジュTV 1291 可憐 26歳 女優 (居酒屋でアルバイト) 欲求不満のグラマラス美女をローションぶっかけてバックで激しく突いてみた結果…! 終始大胆な喘ぎ声を発して連続絶頂! 腰をガクガク震わせて乱れまくり!! 恍惚の表情を浮かべる彼女は、もう普通のセックスには戻れないだろう…（8月24日、ラグジュTV）
- 精液浴びてセックスしたいの!? わかちゃんに革命を。尻から乳までデカすぎる規格外のクソエロボディ! 勃起チ●コ四銃士を連れてきたよっ!! 4本ちゃんとお世話できるかなぁ!!? 精液を胸に顔にたっぷり塗りたくる! 両手・口・マ●コをフル活用のザーメン☆パーティー開演!! 【しろうと変態革命 16人目】 わかちゃん 24歳 ザーメンを纏いし美女（9月4日、SUKEKIYO）
- わか (OPCYN-103)（9月10日、おっぱいちゃん）
- MISONO（9月17日、素人ホイホイFriends）
- 爆乳爆潮のエロ女神を捕獲♪イク時は最奥派な隠れスケベ美女の膣奥の果ての果てに中出しフィニッシュ!! たくさんのザーメン子宮に届けっ♪（10月11日、まんまんランド）
- かなこさん 23歳 胸元の開いた服着て歩く欲求不満のF乳奥さま（10月16日、E★人妻DX）
- 百戦錬磨のナンパ師のヤリ部屋で、連れ込みSEX隠し撮り 180 わか 21歳 フリーター SNSで知り合ったムチムチ女子を家に連れ込み! 巨乳で巨尻のグラマラスボディ! しかもハメ潮漏らしてイキまくる良反応の連発でオカズリピート確定!（11月5日、ナンパTV）
- マジ軟派、初撮。 1552 わか 21歳 専門学生 (演劇) 女優志望のHカップ娘がピストンでハメ潮噴射!!! 爆乳をバインバイン揺らしながら悶えまくりなどエロSEX!!!（11月14日、ナンパTV）
- 顔良し乳良し性格良し! 発育○のムッチムチ肉感ボディを持つJ○に、昼間っからホテルに連れ込まれラブハメSEX!! 吸って揉んで揺らしてと、ふわふわなGカップを心行くまで堪能♪恵まれボディのむっちりマ○コに生中出し!!! 「だめ、気持ちよすぎる…」【むちこちゃん(彼女)とおじさん(彼氏)の特別な一日】（11月15日、しろうとまんまん）
- 【ハロウィン2020ムチムチ激エロサンバGirl】SNSで”ガチ”でバズッた天然Hカップのグラマラス美女! 乳もお尻も抱き心地バツグンの軟体BODY! バイブをマ〇コに咥えながらイキ潮ダンス! 爆乳爆尻が乱舞する激震ピストン! お口とマ〇コでチ〇ポをパックン! 唾液とマン汁が溢れ出る極エロSEX! 中出し & 顔射の大量4射精!! わか 22歳 ランジェリーショップ店員（11月21日、プレステージプレミアム）
- 和香（12月10日、俺の素人）

- なこ（1月24日、まんまんランド）
- 【流出】ナンパした爆乳JDと中出し&潮吹きFU○K（1月31日、NAGOYAか円光）
- 【しろうとハメ撮り】美乳巨乳でわがままボディなエロ娘とハメ撮り 和佳 23歳 Gカップ (巨乳)（2月11日、MOON FORCE）
- わか（2月24日、パコッター）
- わか 2（2月24日、パコッター）
- わか（2月26日、全日本ハメ撮り連盟）
- 『ど～したの? 眠れないの? 私が気持ち良い事して寝かせてあげるね…』 究極の癒しエロ! 添い寝手コキ!! #3（4月15日、ふぇちぽいんと）
- <<完全主観>> 貴方のチ○ポも必ず抜かれる…! 手コキしか勝たん! 美少女手コキ!（5月27日、ふぇちぽいんと）
- 【むっっっっちむち!!】池袋で捕獲したHcupギャルの自宅に突撃!! ギャルとっておきの勝負下着で悩殺ファック!! 「小5で初めて痴●されました」すくすくとムチムチHカップBODYに進化を遂げたドスケベGALはフェラもパイズリもエロ過ぎる!! 「喉の奥キュッキュッて締めるの気持ちイイでしょ?」 その性技、何者!??? デカチンでブッ刺せばハメ潮を自宅に撒き散らしながらイキまくる!!!! 【性豪ギャル自宅中出し】勝負下着、見せちゃいます! vol.18 みひろさん 24歳 Hカップ恵体わがままBODY（6月23日、DIEGO）
- 【裏風俗 × 最強むちパイJD】100cm爆乳! ハメ潮洪水! 種付け誘う極淫グラマラスBODYに中出し & パイ射の2連射SEX!! ゆか（6月25日、DIEGO）
- わか先生（7月2日、俺の素人-Z-）
- 沢花（7月15日、素人ホイホイ）
- THE 爆乳会 (3) 完全版 ～バスト1m超の美女たちが自慢のボインを揺らし続ける 宝田もなみ 美園和花 小梅えな（7月25日、パラダイステレビ）
- ゆか (HGP-0027)（9月25日、黒船提督）
- 【むっちり潮吹きモンスター】超ド級のデカパイ&デカケツむちむち美女と膣奥ガン突きパワーセックス!!! 気持ち良すぎて脚がピーンと大開脚♪ ハメ潮ジョバジョバ大洪水が止まらない体液まみれの濃厚性交3連戦♪ 【しろうとハメ撮り＃わかな＃21歳＃性欲旺盛グラマラスボディ美女】（9月22日、MOON FORCE）
- かずみ（10月5日、ION デートNOW!!）
- みその（10月25日、アイドリ）
- WAKA (23)（12月4日、素人ホイホイSH）
- 【中出しハメ潮生6連発】【101cm神乳アイカップ】【常時ハメ潮女神】【無限絶頂エロテロリスト】【追撃ドッピュン生中出し】【ザーメンごっくん精子マイスター】奇跡の神乳と、奇跡の神マ●コを持つ神に選ばれし愛カップ女神爆誕! 101cmのダイナマイト乳! 生ハメ～秒でハメ潮! 泣きながらハメ潮絶頂！もはや伝説級の神回SP! これが本当のストロングSEX!!! しろうとちゃん。＃021 なま6連発の鬼性欲 みそのさん(22)（12月31日、はめちゃん。）

- 和花（1月8日、俺の素人）
- ヴィオレッタちゃん（2月24日、しろうとヤッホー）
- まきさん（3月9日、パコちゃん。）
- THE爆乳会4時間SP おっぱい100cm超級の人気AV女優10人がぶるんぶるんっ大集合! 吉根ゆりあ 彩奈リナ 小梅えな 西村ニーナ 宝田もなみ（3月11日、パラダイステレビ）
- M84ちゃん & H84ちゃん（3月25日、蜃気楼）
- 児玉（4月2日、俺の素人-Z-）
- W.M（4月5日、素人ホイホイLOVER）
- わか（4月14日、いんすた）
- もな & わか（4月21日、いんすた）
- わか（4月26日、おっぱいちゃんず）
- 松岡和花（5月1日、舞ワイフ）
- 河野様（5月4日、素人ペイペイ）
- 離さないベロキスNTR 欲求不満な人妻のポルチオ性交 義父と子作りし続けた4日間 美園和花（5月6日、J-MODEL）
- わか（5月14日、S-Cute）
- わか 2（5月27日、S-Cute）
- 家まで送ってイイですか? case.201 新章開幕【SEXの上手い女と男が乱入SP】究極! 女男女の逆3P! Hカップ元タレント! 3サイズ(100-60-91)綾○はるかの上位互換! スッピンでこんなにカワイイ女がいた! ⇒マンコ舐めながらチンコ挿入! 斬新映像! ⇒チンコが埋まる強烈パイズリ⇒チンコか? マンコか? イキながら選択へ! ⇒執着すると悪いことが起きる… ポジティブに生きる理由（6月3日、ドキュメンTV）※「かすみ」名義 共演：春原未来
- ワカ（6月4日、俺の素人-Z-）
- わか（6月6日、恋愛カノジョ）
- 【こんな爆乳ギャルにパイズリされたい・オブザイヤー2022】わかちゃん・Gカップ テンションMAXの金髪パリピギャルは意外と超優しいご奉仕ガール!! こんな可愛い瞳でパイズリ淫語を連発されたら暴発間違いなし!! ハメたらハメたで爆裂潮吹き連発するびっしょびしょ爆イキムスメ!!! 必見!!!! わかちゃん・Gカップ 23歳 美容師見習い（6月18日、BOING）
- みー（6月29日、「イマジン」）
- 【ハメ潮吹いちゃうパイパンむちむち保育士をハメ倒す!】 ピストンの度に揺れまくるプルプル美巨乳みそのちゃんとラブホでハメ撮りSEX! 【保育士 / マシュマロボディ】（7月2日、ハメタバース）
- ワカパイ（7月10日、東狂ハメンジャーズ）
- 【チ●コで男を測るヤリマン】飲みの席とSNSを駆使して遊び相手を探す! むっちりBODYの先生は距離近めでボディタッチ!? 乳首ぽっちで男を興奮させるど変態!! 出会った男とチ●コは離さないエロコミュニケーションの天才! ぶっかけぶちまけるまでヤリまくる暴れん坊w とにかく奥で男を100%イカせる!! 奥に突かれ奥までしゃぶり尽くすおしっこ潮よだれ汁ダラダラ吸いつくような舐めといやらし腰使いで逆指導中出しセックスwww 【エロのスジガネ NO.18】 みる 24歳 デカチン愛好家の巨乳水泳インストラクター（7月29日、SUKEKIYO）
- 計測不能のイキっぷりを見せるエロテロリスト!! パンパン腰振り潮吹き散らすビッチボディに中出し! 口内射精! 顔射!!!の3回戦 ミワ（8月20日、まんまんランド）
- ワカ（8月29日、鉄人2号さん）
- 【薄透けパンティ越しに挟まれたい:2人目】 下着モデルとして呼び出したオンナのパンティこすって超フェチSEX!! 「え? 自分の下着見せるんですか?!」 聞いてた話と違う撮影に戸惑いながらも、執拗なパンツ接写と過剰なイタズラに徐々にカラダは芯から熱く…。ノーモザの限界に挑戦した、女性器丸わかり透けパン映像! マンスジ擦られて痙攣イキでG乳揺れまくり! 極上パイズリ!! 自ら挿入してよがりまくりの生ハメ中出しSEX!!【わか 24歳 OL】（9月13日、Volare）
- わかぱい（9月16日、ギャルpay）
- ももパイ & わかパイ（9月22日、しろうとヤッホー）
- みその（9月30日、ヤリマン★ビッチーズ）
- How to学園 観たら【絶対】SEXが上手くなる教科書AV 初級編 百瀬あすか 美園和花 浜崎真緒 大槻ひびき（10月1日、バレマンッ!!/妄想族）
- ワカ 2（10月25日、俺の素人）
- How to学園 観たら【絶対】SEXが上手くなる教科書AV 中級編 百瀬あすか 美園和花 浜崎真緒 大槻ひびき（11月11日、バレマンッ!!/妄想族）
- わかさん（11月29日、俺の素人）
- ワカchan（12月6日、素人まっちんぐ）
- 【配信専用】朝フェラから始まる最高の1日 理想のMorning Routine! 7（12月15日、ふぇちぽいんと）
- How to学園 観たら【絶対】SEXが上手くなる教科書AV 上級編 百瀬あすか 美園和花 浜崎真緒 大槻ひびき（12月12日、バレマンッ!!/妄想族）
- みわりん。（12月18日、＃放課後ラブホ）

- みーちゃん（1月13日、いんすた）
- みその 2（1月27日、アイドリ）
- ワカちゃん & エマちゃん（3月21日、いんすた）
- みその (ore924)（4月1日、俺の素人）
- わか 3（4月14日、S-Cute）
- わか 4（4月15日、S-Cute）
- 【なぜこの大きなオッパイの娘に水着で施術させるのか。店のコンプライアンスを疑っちゃいますねーと客は偉そうに超勃起!】 ただでさえ危険な見た目なのにその身体を密着させるマッサージ。やがてフツーな感じで乳首やチ●ポにまで及ぶマッサージ! やがて下腹部を使っての騎乗位マッサージが始まった…。僕はフツーなふりして正常位で中出し! わかさん / 豊満なボディからスケベ心が無限に湧き出しているエッチの泉的な施術師（5月22日、ドキュメントdeハメハメ）
- ワカ（7月15日、素人ホイホイ）
- わかちこ（8月17日、ぎがdeれいん）
- Wさん（8月27日、いんすた）
- わかちゃん (ore951)（9月4日、俺の素人）
- 美園さん（9月12日、嗚呼、妄想）
- 【立ちんぼ】ハリ尻 × 柔パイ美女￥警報クラスの大量ハメ潮￥巨乳が振り乱れるグラインド騎乗位【みか(24)】（9月23日、ゲスヤミ）
- Mさん (gerk529)（10月3日、ゲリラ）
- Mちゃん 2 (gerk532)（10月5日、ゲリラ）
- 【ずっと応援していた超有名T☆kT●kerにナマで会って、ナマで挿れる神展開!?】 かわエロ花柄ビキニでプール遊泳! たわわ乳 × くびれ猥尻の麗しきボディライン! 感じすぎるW玩具責めで放水ハメ潮!! 出し惜しみは無しだ! ザーメン大量! 潮吹き激量! 激イカせSEX! 【なまハメT☆kTok Report.73】【わか】（10月21日、なまハメT☆kTok）
- やよちゃん & ほにょりん & わかちゃん & はずきん (instc497)（10月29日、いんすた）
- 【デカパイストリーマーのお家で生チンオフパコ】刺激を求めてリスナーからSEXパートナーを募集♪ 今回の裏垢美女は【色気ダダ洩れムチエロ巨乳美女】 温水プールで早速イチャついて色々零れそうな水着姿にチンチンが爆発寸前→お家にお邪魔してご希望のエロ動画を撮影しちゃいました♪ 初めて撮られながらの生パコ交尾に絶頂潮吹き大洪水…彼氏が居るのに初対面男と本気ハメで大量中出し2連発!! 【撮影OK #裏垢タダマン FILE05: Wacchin】（11月18日、街角シロウトナンパ）
- 和花さん（12月13日、人妻空蝉橋）
- Mさん 3 (gerk557)（12月16日、ゲリラ）
- Waka (ore986)（12月27日、俺の素人）

- みそのちゃん（1月3日、ハメタバース）
- 義姉わか（1月30日、ゲリラ）
- ひなこ (jdg030)（2月9日、ぎがdeれいん）
- Kさん (orena005)（2月26日、俺の素人）
- W (oremo154)（3月9日、俺の素人-Z-）
- つばさ（3月15日、SNAP×SNAP）
- 【G爆乳淫乱妻】「夫がEDなんです…」飢えた人妻は他人の肉棒で性欲発散! 夫公認でSEX三昧!! 乳圧、膣圧ともに最高ムチムチ肉感ボディ! ねっとりフェラとふわふわパイズリ! 夫にSEX実況中継! 体液飛び散る圧巻交尾! 国宝級のぬるぬるマ●コにたっぷり精子注入!!  【即ヤリゲッチュー】【わか】（3月16日、街角シロウトナンパ）
- ワカちゃん（5月24日、寝取らせ屋）
- わかちゃん（6月7日、ぽこちん・ざ・ろっく!）
- 【新橋】〇菜さん【エステ】（6月11日、はめちゃん。）
- わか（6月14日、素人ビリーバー）
- 昼下がりムチムチ巨乳のOLちゃん（6月21日、鳥パコ）
- 姫乃（7月3日、素人盗撮倶楽部）
- sonoca（7月5日、素人ホイホイtower）
- わかさん（7月12日、躾の時間）
- わかさん 2（7月12日、躾の時間）
- 【可愛いお顔なのにHカップ】爆乳激シコBODYから溢れるイキ潮でベッドびしょ濡れ!! カメラマンにガチ惚れする売れないグラドルのノリノリ枕営業一部始終【無名グラドルをハメハメ】たちばなななな（8月27日、まんまんランド）
- ワカ (ttjk038)（9月6日、鉄人2号さん）
- わか 3 (orena026)（9月25日、俺の素人）
- Wさん (gerk611)（11月7日、ゲリラ）
- わか (hlw012)（11月9日、ぎがdeれいん）
- Wさん 2 (gerk617)（12月3日、ゲリラ）
- 【大人の背徳ランジェリー性交】【肉感美ボディの爆尻妻】【無限潮吹き×中出し4回!】複雑な悩みを抱えた人妻がデカマラで大絶頂!! 今日だけは全てを忘れてSEXしたい…!! 男優のデカチ●ポを目の前にしてメス顔大発情。現実どころか我をも忘れてイキまくり!!! 無限に大量潮吹き!!! まだまだしたい♪と他人棒なのに懇願しまくる淫乱妻に無許可中出し!!! 【人妻ランジェリーナ 9人目 彩花さん】（12月3日、Jackson）

- ミカさん (gerk626)（1月2日、ゲリラ）
- わかちゃん (anan027)（1月9日、素人あんあん）
- わかちゃん 2 (anan028)（1月9日、素人あんあん）
- わかちゃん (anan037)（1月9日、素人あんあん）
- わかちゃん 2 (anan038)（1月9日、素人あんあん）
- わか 5 (scute1485)（1月19日、S-Cute）
- わか (kaku249)（2月7日、KAKUJITSU）
- まり (deli007)（3月3日、風俗ちゃん。）
- 和花さん (srom130)（3月4日、素人まっちんぐ）
- WAKO & MAHO (gasp005)（3月7日、GALちゃん。）
- わかさん (gerk634)（3月9日、ゲリラ）
- わか 2 (habj060)（3月25日、おっぱいちゃんず）
- 【3.1次元】AI尋問捜査官 搾精尋問 @久世ミコト（4月4日、BOTAN）※「@久世ミコト」名義、DVD版は5月8日リリース。
- ワカ (orena073)（4月6日、俺の素人）
- 【1回30万円】警戒心が超高い美巨乳裏垢女子。顔出しNGのはずが全部丸見えで大量種付け祭りw 想像以上の快楽に為すすべなくアへ顔でハメ倒される衝撃的映像! ばんびな（5月12日、まんまんランド）
- わかさん (orena090)（7月5日、俺の素人）

### イメージビデオ
2019年
- 女優の卵で巨乳美少女デビュー（11月29日、スパイスビジュアル）※矢田結衣 名義

2020年
- 女優の卵でHカップ! 感度良好なスーパー美少女第2弾!! （1月31日、スパイスビジュアル）※矢田結衣 名義

2022年
- パイパンヌード 美園和花（5月26日、スパークビジョン）
- AV女優の恥ずかしい局部アップ 裸でお掃除イメージビデオ（8月12日、MERCURY）
- AV女優の恥ずかしい局部アップ 裸でお料理イメージビデオ（12月27日、MERCURY）

2023年
- 7秒の法則 美園和花（4月21日、grace）

### 写真集
- 美園和花写真集『7秒の法則』（2023年4月25日、ジーウォーク、撮影：太田清隆）ISBN 978-4-86717-564-4 [56]

### デジタル写真集
- 美女アスリート 全裸大運動会2021（7月16日、小学館、撮影：松田忠雄）※複数モデルによるデジタル写真集[57]

- パイパンヌード 美園和花（4月29日、スパークビジョン、撮影：ケイ）
- ハチミツ 美園和花（12月9日、プレステージ出版、撮影：C:TAKERU）※【グラビア写真集】と【ヌード写真集】（特典映像付き）の2種類あり。

- れいむ 美園和花 vol.01～vol.04（5月26日、ジーウォーク、撮影：太田清隆）
- トリプルHAPPYキャンペーン2023電子ふぉとぶっく（9月8日、FANZA BEAUTY COLLECTION）※FANZA『トリプルHAPPYキャンペーン2023』オリジナルフォトブック。キャンペーンガール10名の写真を収録。FANZA限定配信。
- 全裸でピョン! 十五夜ヘアヌード 美園和花 藤森里穂（9月29日、小学館、撮影：塩原洋）[58]
- みんなあつまれ MOODYZキャンペーン2023 ホームランフォトブック（11月17日、FANZA BEAUTY COLLECTION）※FANZA『みんなあつまれ! MOODYZキャンペーン2023』オリジナルフォトブック。キャンペーンガール8名の写真を収録。FANZA限定配信。

- 絶対的スーパーナチュラルポーズブック 美園和花（7月26日、プレステージ出版、撮影：潤）
- トリプルHAPPYキャンペーン2024 でじたるふぉとぶっく（9月6日、FANZA BEAUTY COLLECTION）※『トリプルHAPPYキャンペーン2024』キャンペーンガール10名の未公開カットを含むデジタル写真集。FANZA限定配信。
- 絶対的セクシーポーズブック 美園和花（11月1日、プレステージ出版、撮影：潤）

- 【デジタル限定】美園和花写真集「みその（25）@性欲モンスター」 週プレ PHOTO BOOK（2月26日、集英社、撮影：後野順也）[59]
- 「そんなに見たいの?」 美園和花デジタル写真集（6月27日、双葉社、撮影：塩原洋）[60]

## 製品

### アダルトグッズ
オナホール
- kmp PREMIUM HOLE プレミアムホールDX 美園和花（2022年6月30日、YUIRA）
- KMPホール 美園和花（2023年12月10日、YUIRA）

## 出演・掲載

### 映画
- 怪談回春荘 こんな私に入居して（2020年8月7日、オーピー映画、監督：古澤健）[5] ‐ 細川千絵 役[61]
  - キラー・テナント（2020年10月、OP PICTURES）- 細川千絵 役  ※上記作品の一般公開版。
- バーミリオン（2022年12月、オーピー映画、監督：山内大輔）[62] - 尚代 役[63]
  - 欲情セレブ妻 いやらしい匂い（2023年4月14日、オーピー映画）- 尚代 役 ※上記作品のR18版[64]。

### ウェブドラマ
- 新・嬢王夜曲2 極上キャバ嬢が誘う愛と快感のワナ（2022年7月6日、ネクスタシーEX）[65]

### イベント
- 石津源治アワー アサガヤショッキング Vol.5（2022年6月8日、東京・阿佐ヶ谷ロフトA）[66]
- ケイ・エム・プロデュース設立20周年記念イベント「真心こめて… ふれあいの大感謝デー」（2023年3月10日、東京・代々木LODGE）[67]

### 音楽イベント
mumk 名義
- mumkデビューライブ（2022年12月3日、都内）[8]
- mumk ライブ・アット・レフカダ（2023年8月6日、東京・レフカダ新宿）[68]
- 楽演祭 vol.27（2023年10月25日、東京・池袋 LiveinnROSA）[69]
- LADY MADONNA拡大版 2023（2023年11月29日、神奈川・川崎 CLUB CITTA'）[70]
- LADY MADONNA ～春、桜の花芯満開～（2024年3月28日、東京・青山RizM）[71]
- LADY MADONNA ～夏のユニット祭り～（2024年7月11日、東京・青山RizM）[72]

### 雑誌
- 週刊実話 増刊 ザ・タブー 2020年3月13日号（2020年1月29日、日本ジャーナル出版）- 「Gカップ 美園和花」
- 月刊ソフト・オン・デマンド 2020年3月号 vol.6（2020年2月3日、ソフト・オン・デマンド）- インタビュー
- 月刊FANZA 2020年4月号（2020年2月22日、ジーオーティー）- インタビュー
- 実話BUNKAタブー 2021年1月号（2020年11月16日、コアマガジン）- 袋とじ「小春ももこ・夕季ちとせ・鷲尾めい・美園和花 抱き心地最強ムッチムチ女優現役Best4」
- 月刊ソフト・オン・デマンド 6月号増刊 SOD青春制服コレクション Vol.1（2021年4月21日、ソフト・オン・デマンド）

### インタビュー
- AV女優・美園和花がまばゆい笑顔で牛乳ごっくん　「飲むのが大好きです」（2020年2月22日、しらべぇ）[73]
- 世界記録?! ごっくん242発! AV史上最多ごっくん記録達成! 美園和花ちゃん スペシャルインタビュー（2020年2月23日、日刊SOD）[2]
- 【会員限定特典あり】MANGOおっぱい調査団＃05【ターゲット・美園和花】（2020年11月27日、ゲオTVアダルトニュースメディアMANGO）[74]